# 캐딜락 드빌
캐딜락 드빌(Cadillac DeVille)은 미국 GM 산하의 캐딜락이 생산, 판매된 고급 대형 승용차이다.

## 시리즈 62시절

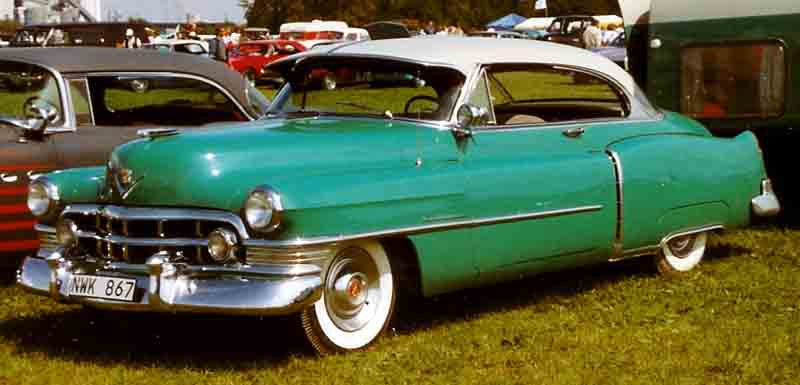
캐딜락 시리즈 62 쿠페 드빌 정측면

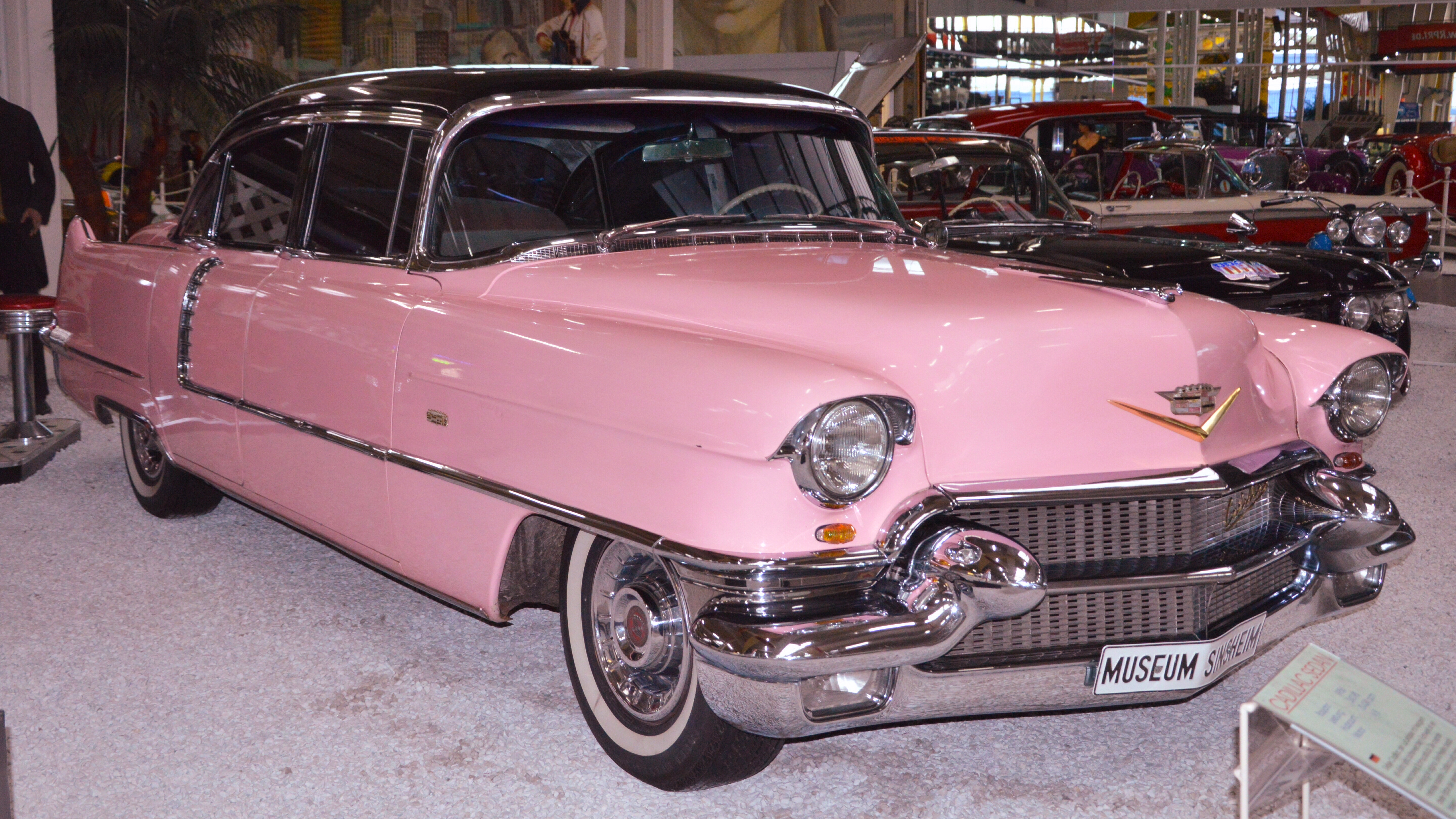
캐딜락 시리즈 62 세단 드빌 정측면

드빌의 역사는 1949년에 시리즈 62의 상위 트림인 쿠페 드빌이라는 이름으로 시작되었다. 차량 형태 중 하나인 쿠페 드빌(Coupe de Ville)에서 가져왔다. 동 시대의 뷰익 로드마스터 리비에라나 올즈모빌 98 할리데이처럼 B 필러가 없는 하드탑 쿠페의 형태를 띠고 있었다. 1956년에는 라인업이 확장되어 4도어 세단 모델인 세단 드빌이 추가되었다.

## 1세대(1959~1960년)

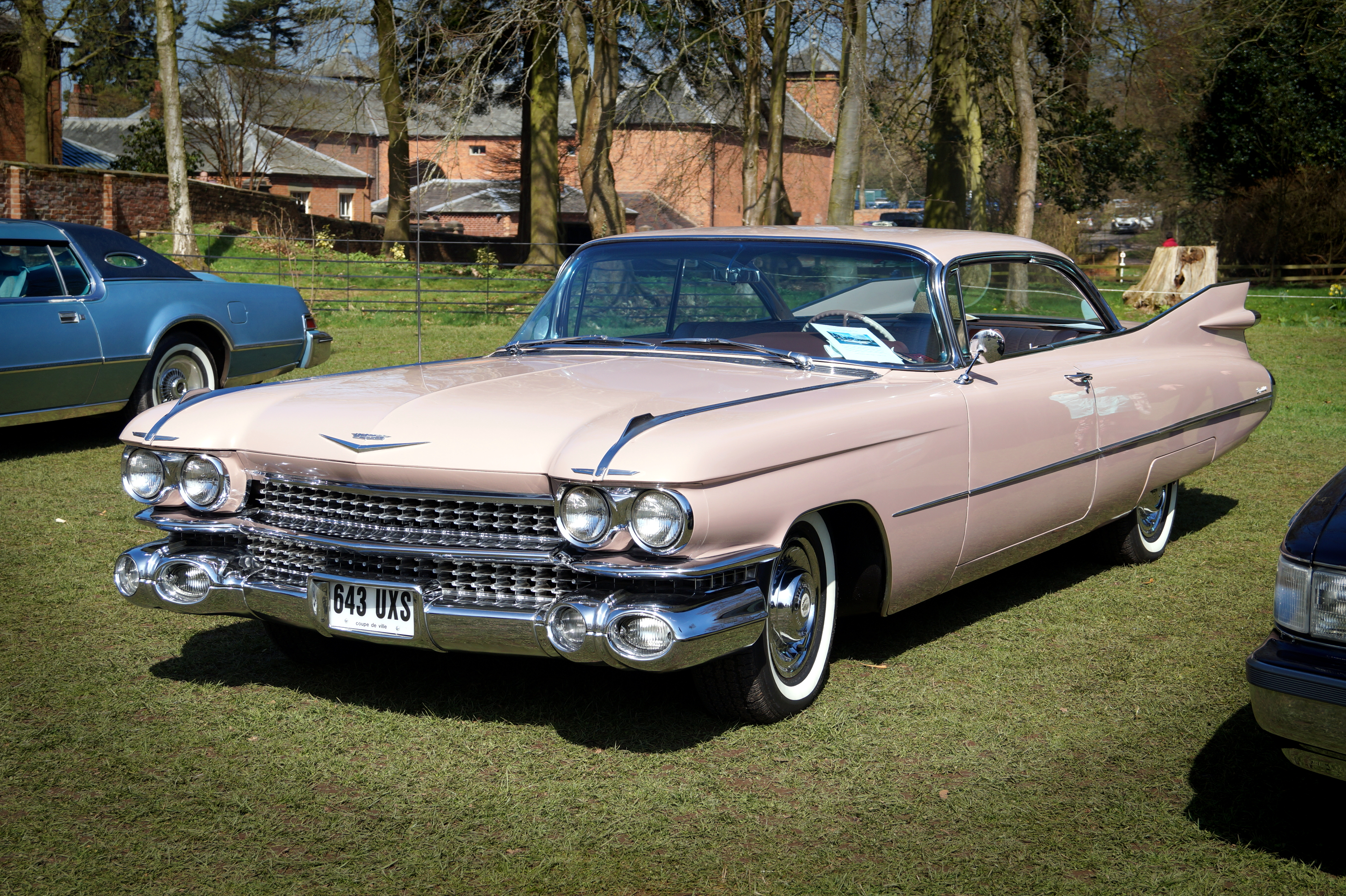
캐딜락 쿠페 드빌(전기형) 정측면

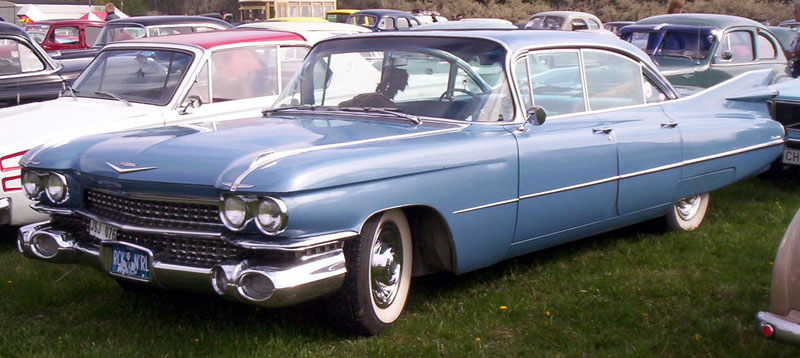
캐딜락 세단 드빌(전기형) 정측면

1959년부터는 드빌이라는 차명을 독립됨에 따라 이 때에 나온 드빌을 1세대로 본다. 비록 차명은 독립되었지만 기존 시리즈 62의 상위 트림 포지션을 유지했기 때문에 외관 디자인, 앞-엔진 후륜구동 C-바디 플랫폼, V8 6.4L OHV 엔진, 4단 하이드라매틱 자동변속기는 시리즈 62와 동일했다. 차체 형식은 2도어와 4도어 하드탑이 있었는데, 4도어는 4-윈도우와 6-윈도우 형식으로 구분되었다.

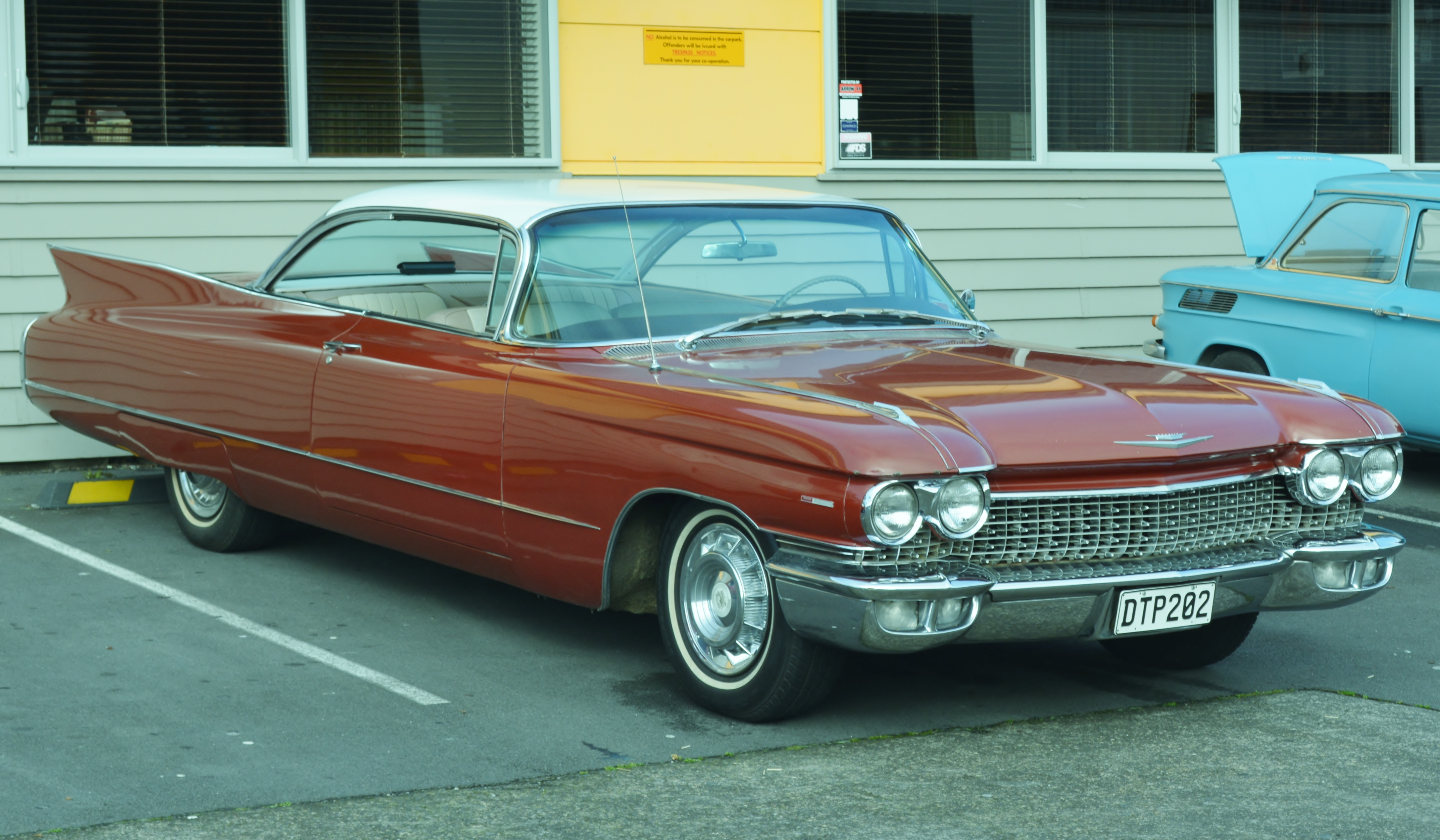
캐딜락 쿠페 드빌(후기형) 정측면
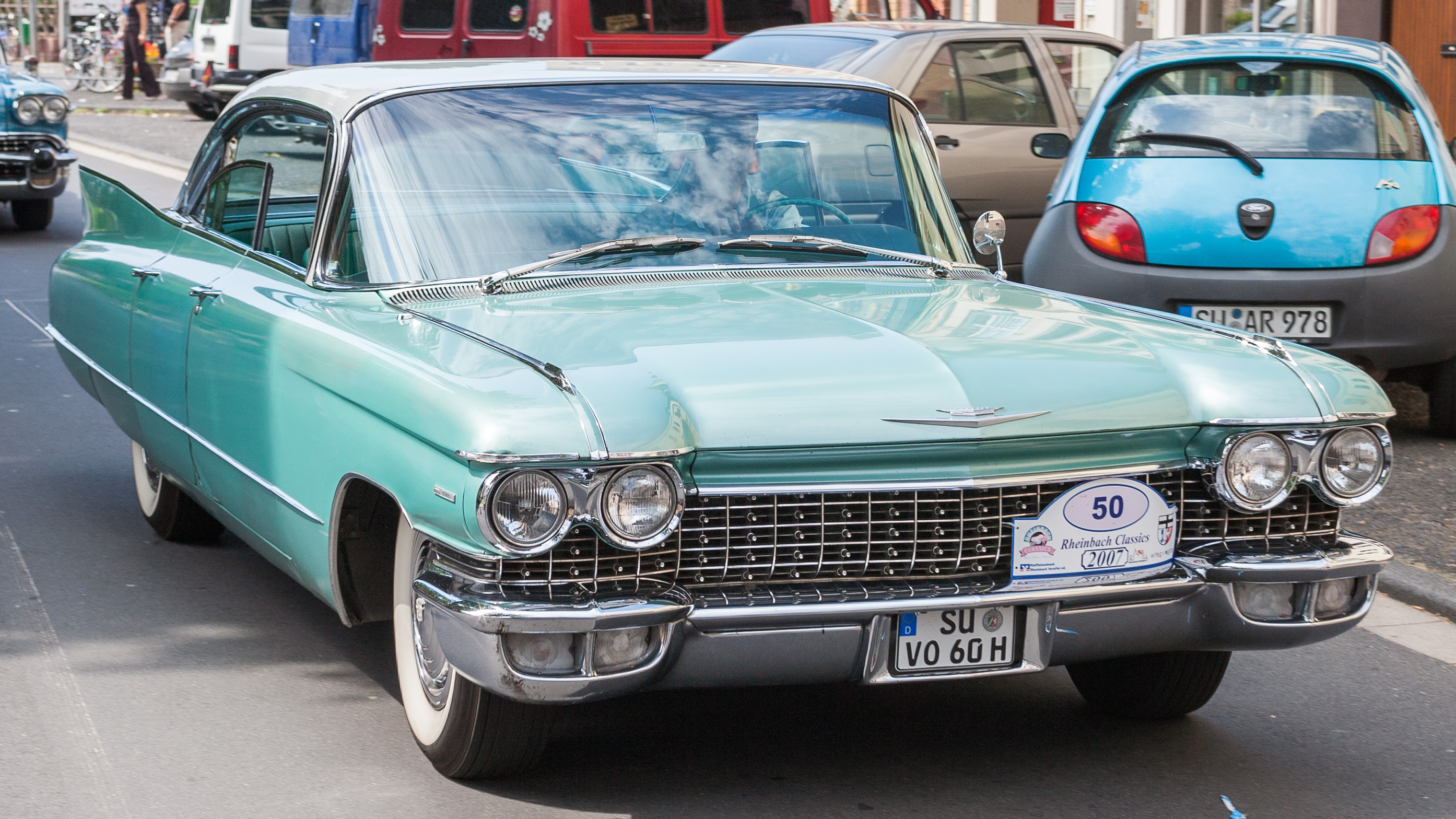
캐딜락 세단 드빌(후기형) 정측면

## 2세대(1961~1964년)

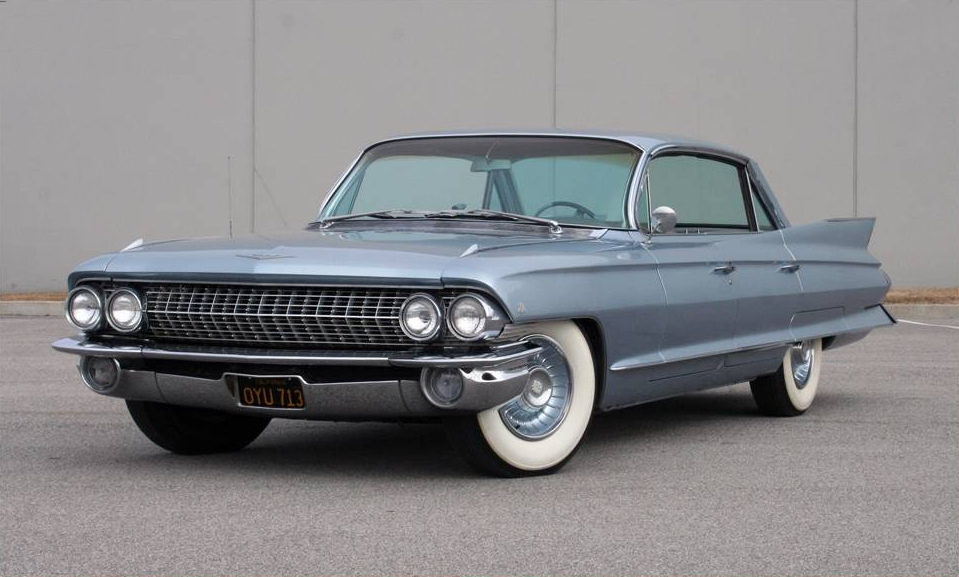
캐딜락 세단 드빌(1961년형) 정측면

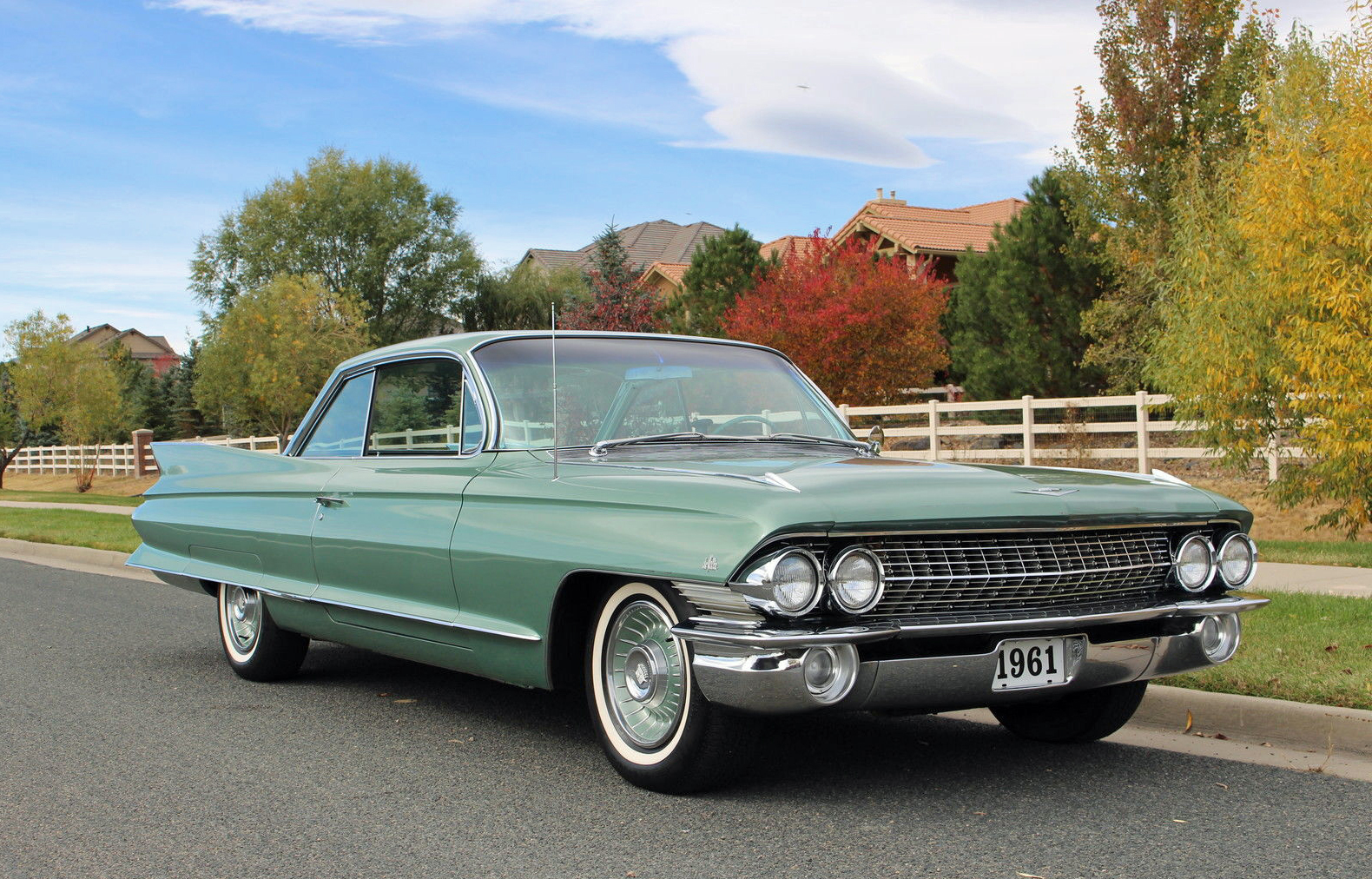
캐딜락 쿠페 드빌(1961년형) 정측면

1961년에는 시리즈 62가 풀 모델 체인지를 거치면서 드빌 또한 풀 모델 체인지를 감행했다. 2도어 쿠페와 4도어 세단 외에도 2도어 컨버터블이 추가되었고. 4-윈도우 하드탑은 파크 애비뉴(Park Avenue), 6-윈도우 하드탑은 타운 세단(Town Sedan)이라는 서브 네임이 추가되었다. 엔진은 기존 V8 6.4L OHV 외에도 7.0L 엔진이 추가되었고, 변속기는 4단 하이드라매틱과 3단 터보 하이드라매틱 자동변속기가 있었다.

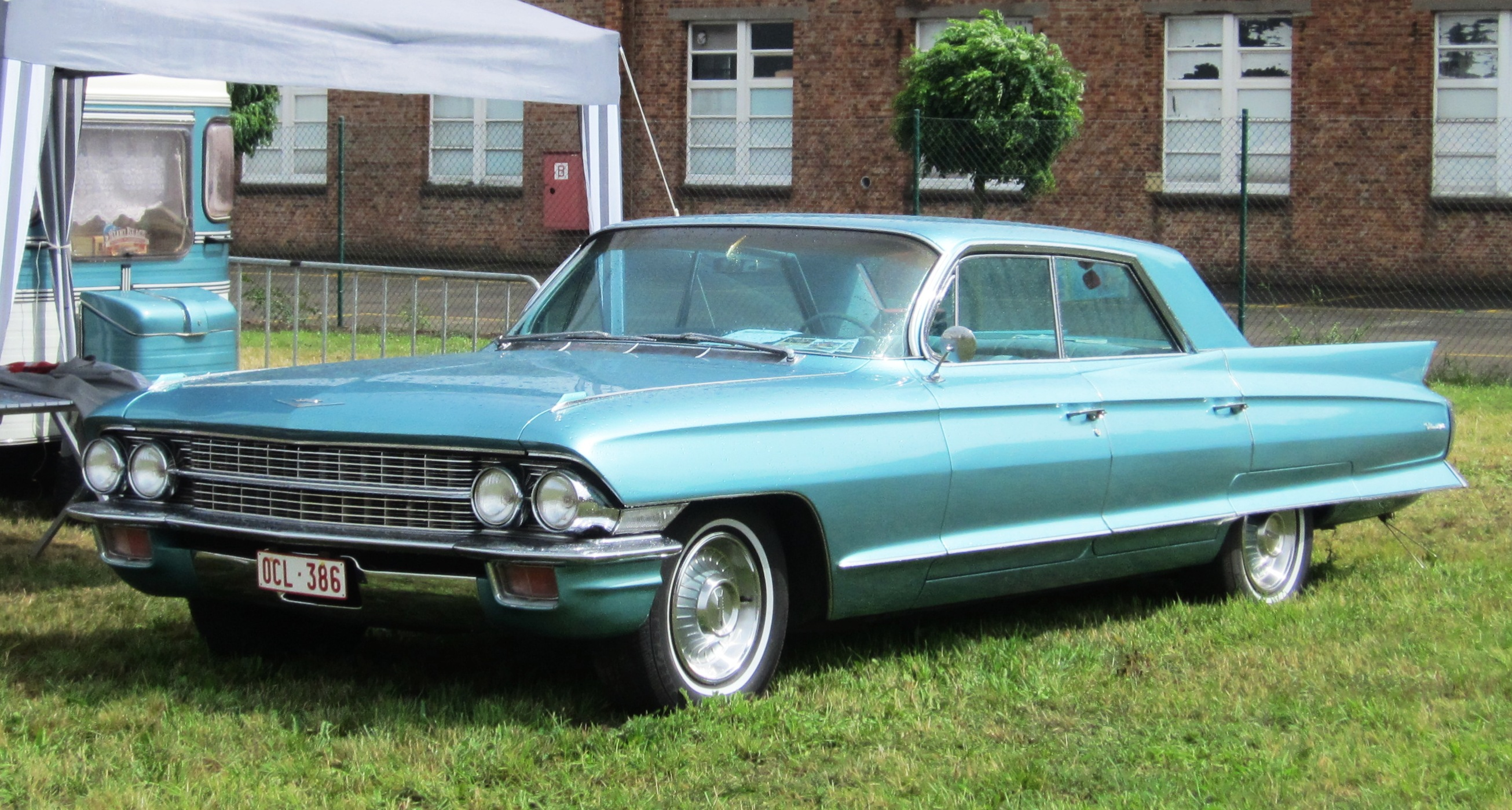
캐딜락 세단 드빌(1962년형) 정측면
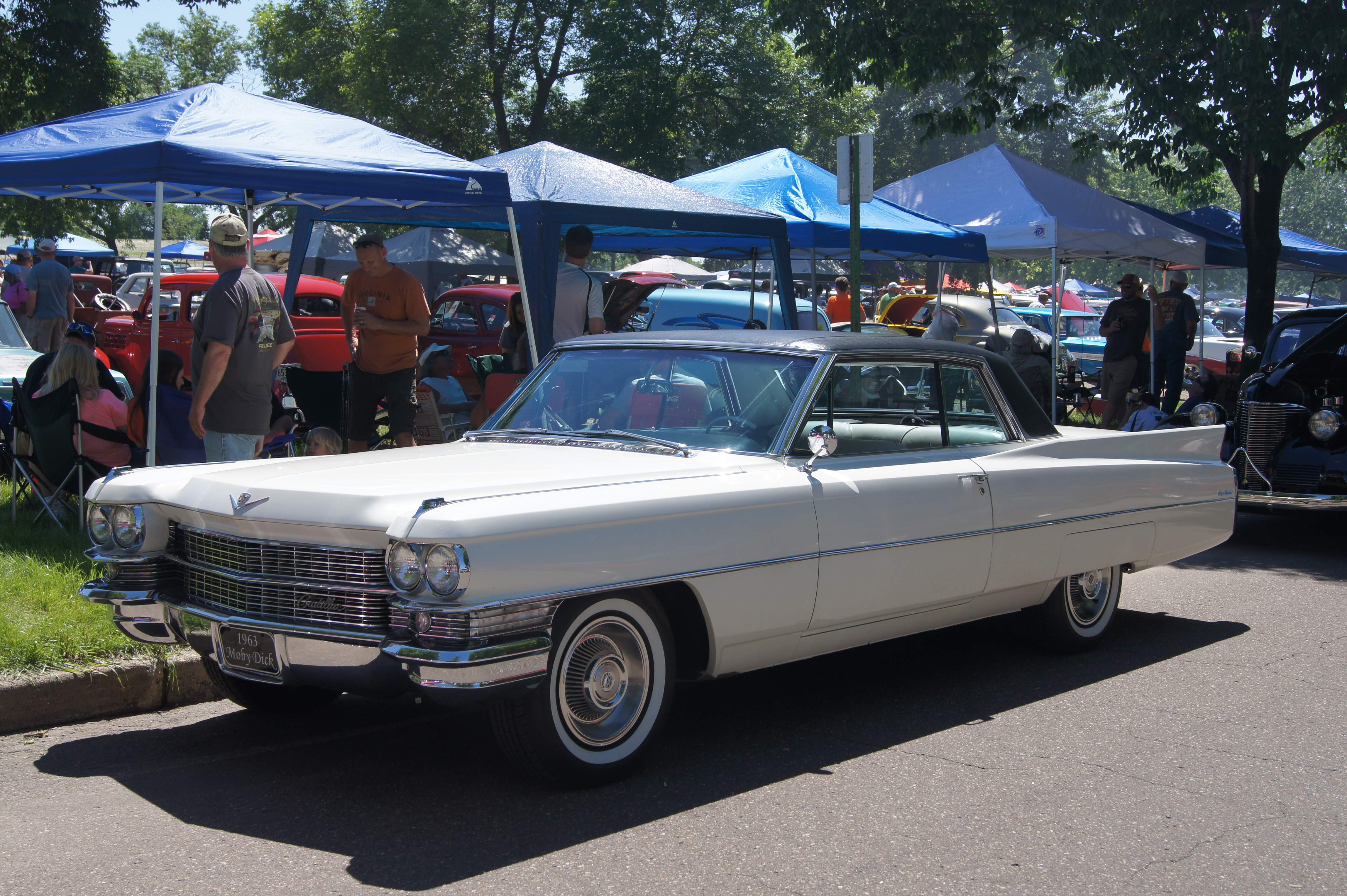
캐딜락 쿠페 드빌(1963년형) 정측면
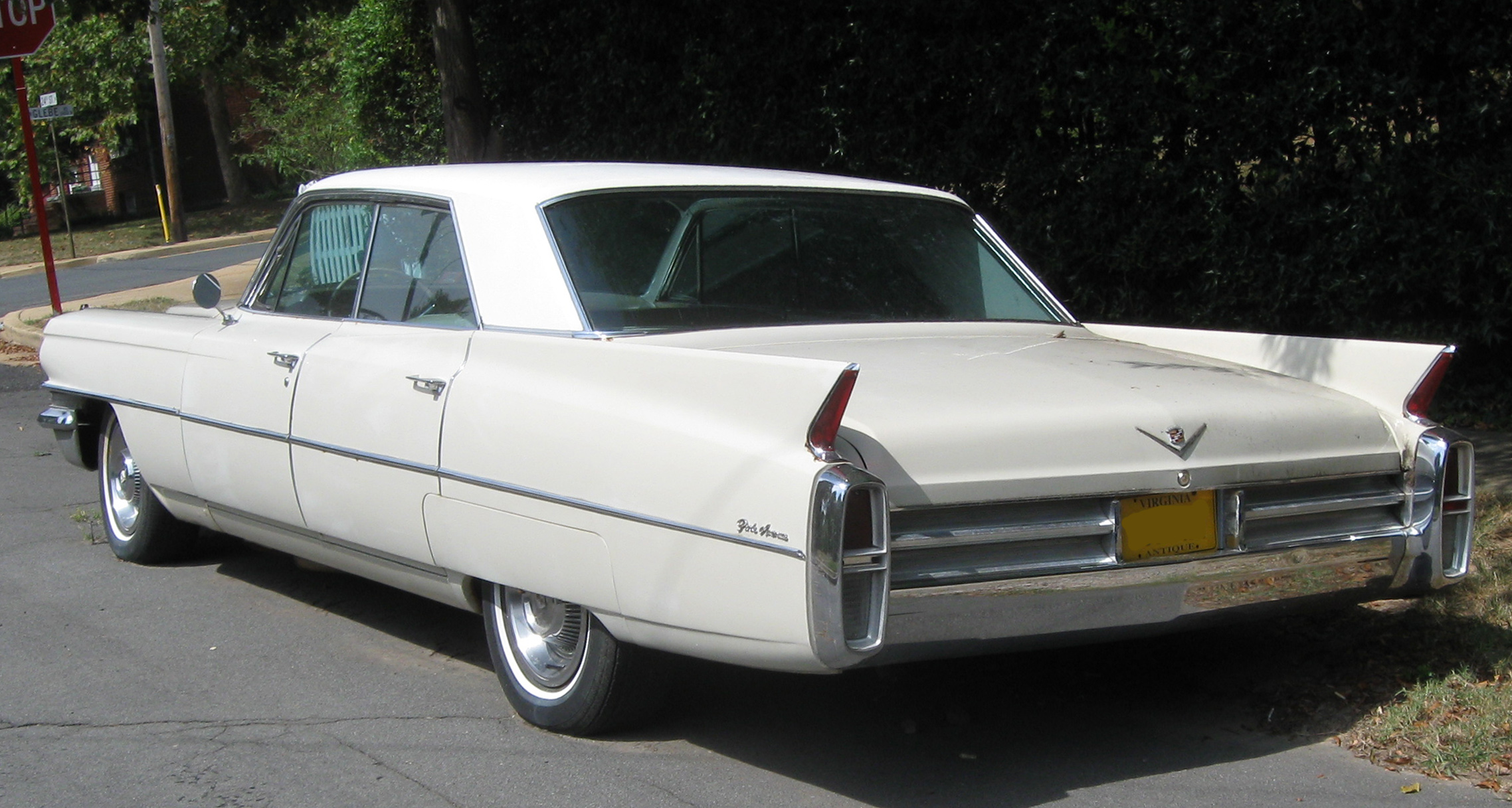
캐딜락 세단 드빌 파크 애비뉴(1963년형) 후측면
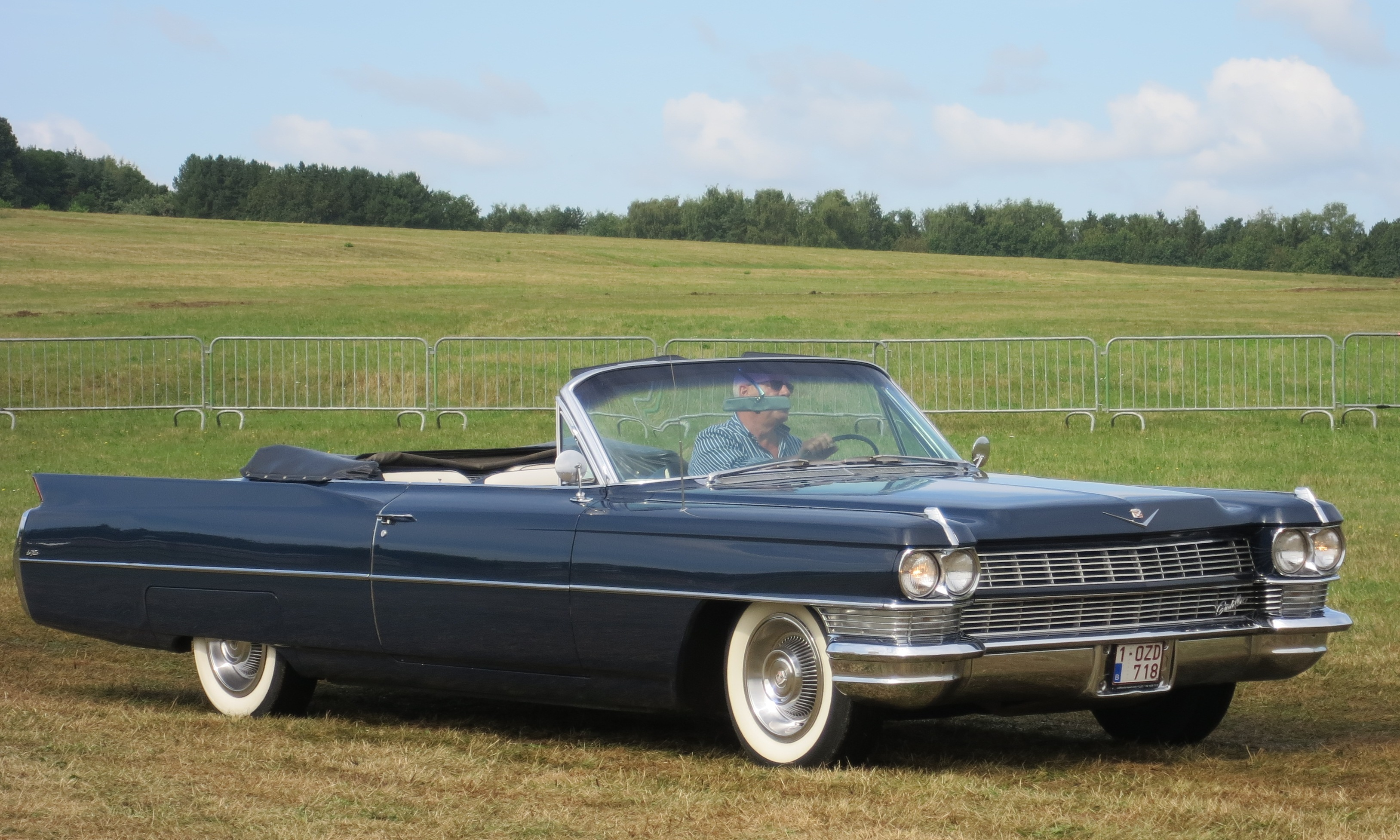
캐딜락 드빌 컨버터블(1964년형) 정측면

## 3세대(1965~1970년)

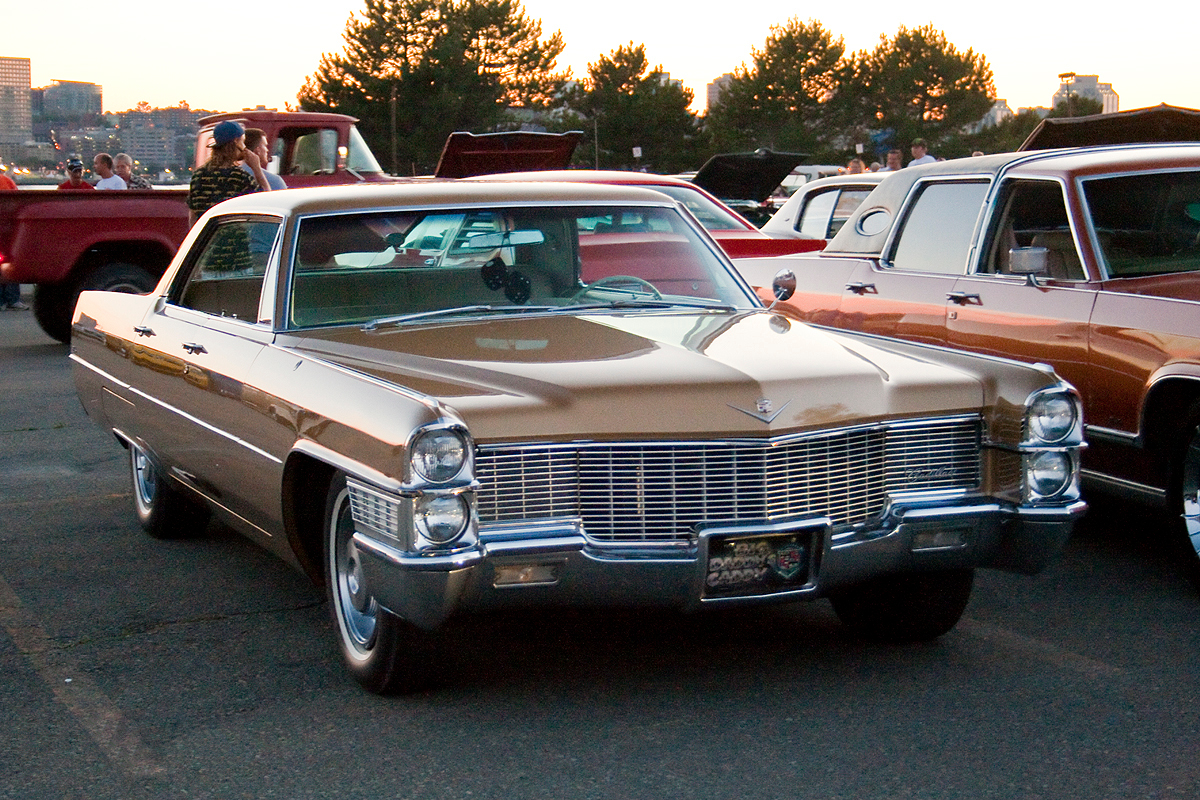
캐딜락 세단 드빌(1965년형) 정측면

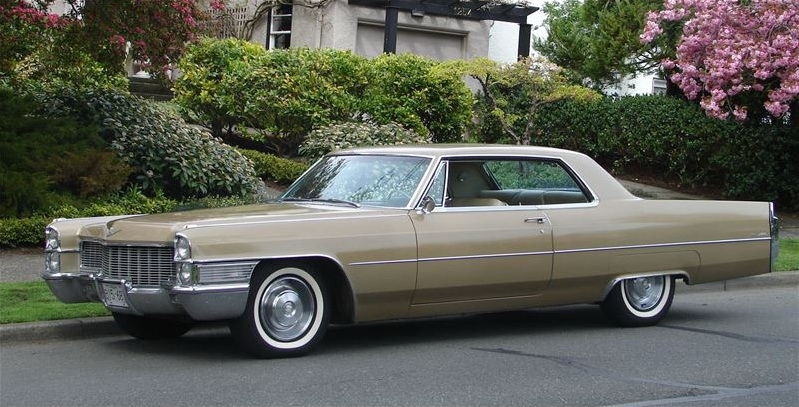
캐딜락 쿠페 드빌(1965년형) 정측면

1965년에 시리즈 62가 단종되고 시리즈 62의 후속 차종인 칼라이스가 등장하면서 드빌도 풀 모델 체인지를 거쳤다. 엔진은 V8 7.0L와 7.7L OHV 엔진이 있었고 변속기는 3단 터보 하이드라매틱 자동만 남았다.

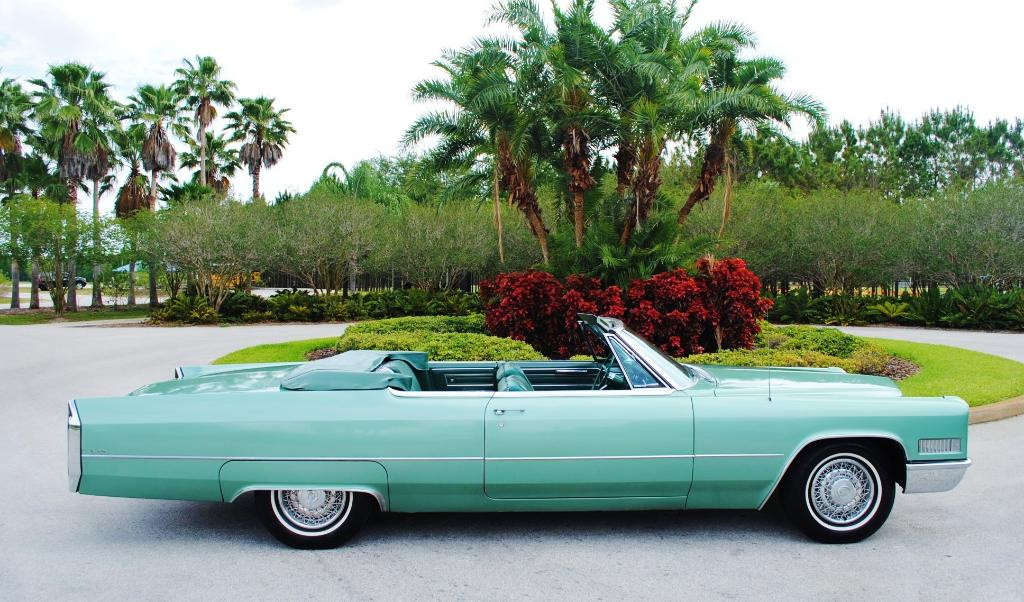
캐딜락 드빌 컨버터블(1966년형) 측면
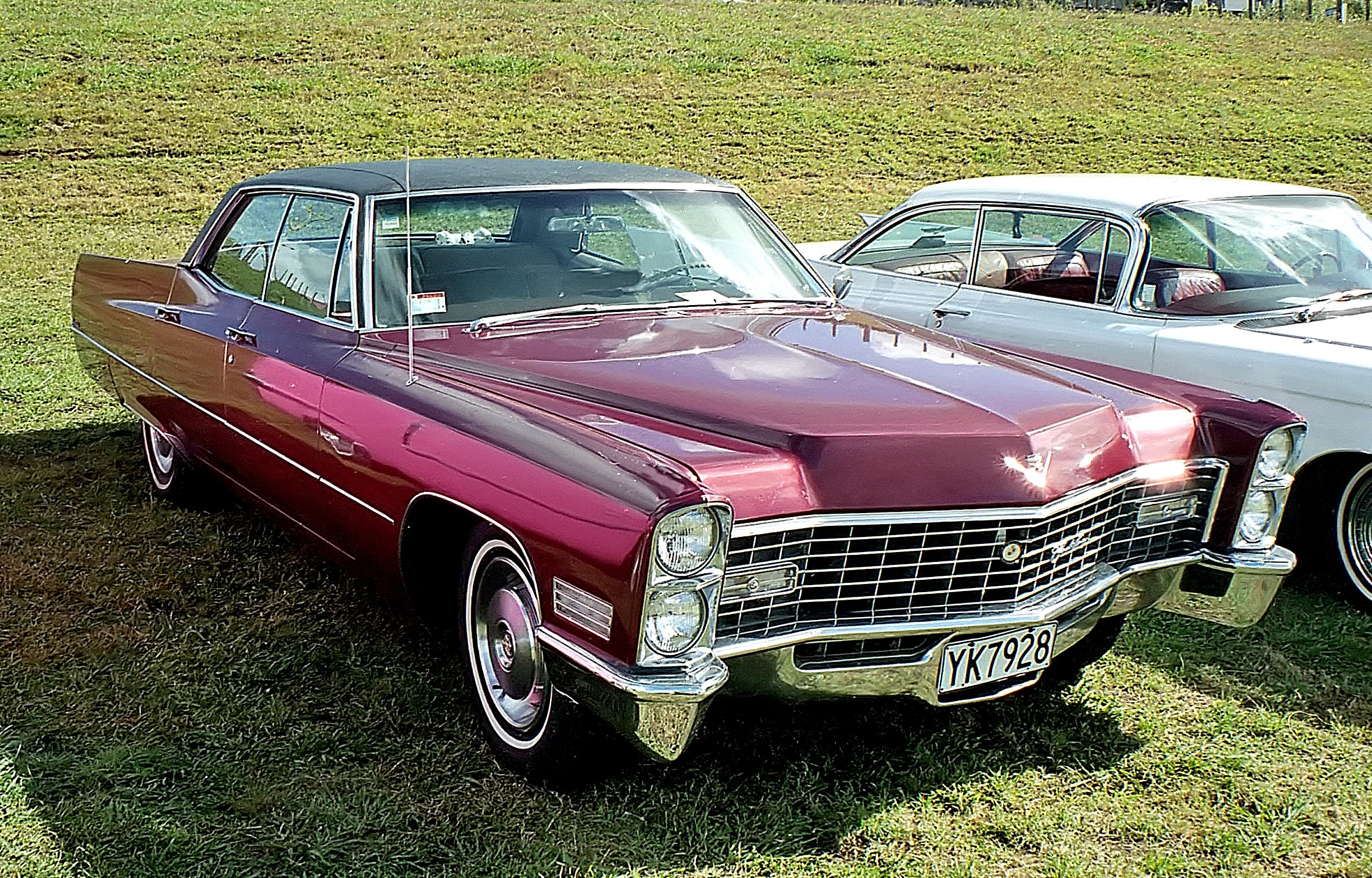
캐딜락 세단 드빌(1967년형) 정측면
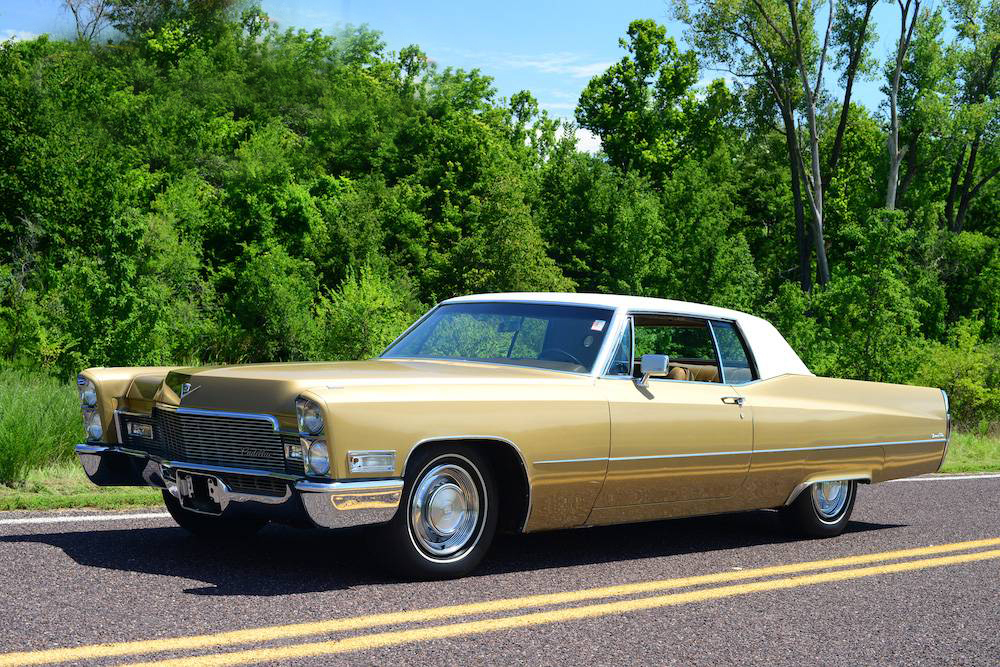
캐딜락 쿠페 드빌(1968년형) 정측면
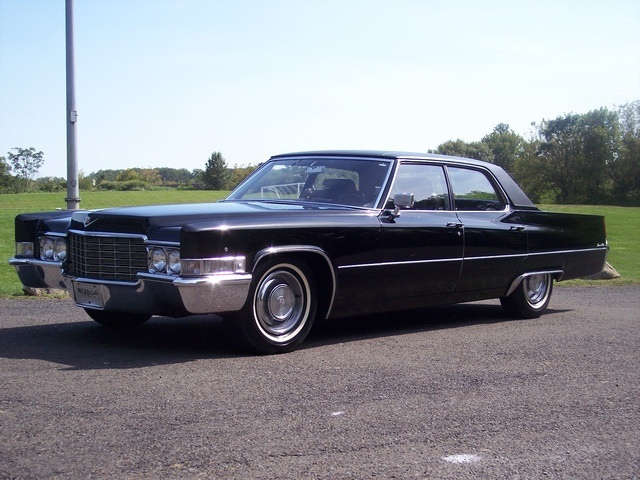
캐딜락 세단 드빌(1969년형) 정측면
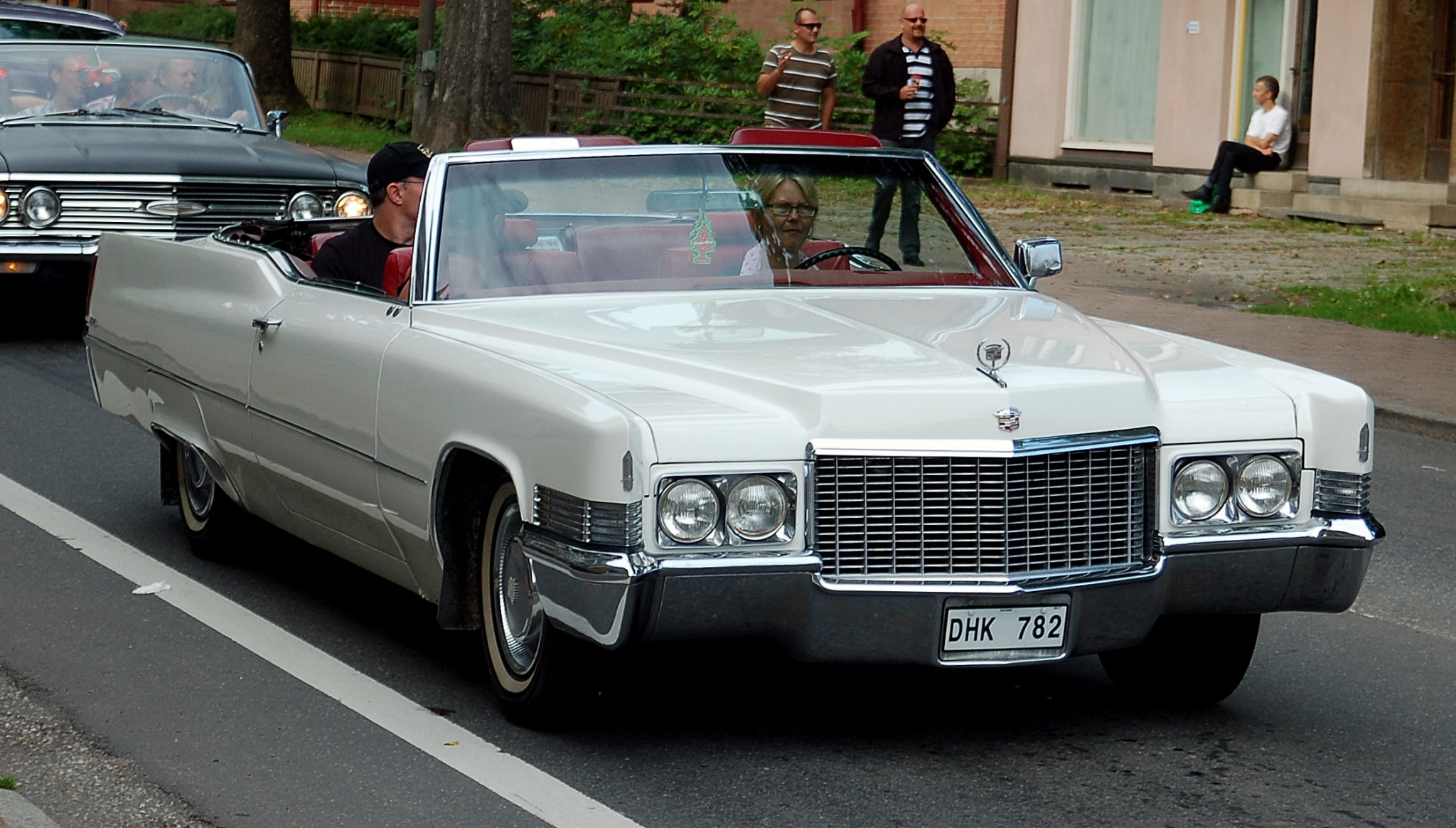
캐딜락 드빌 컨버터블(1970년형) 정측면

## 4세대(1971~1976년)

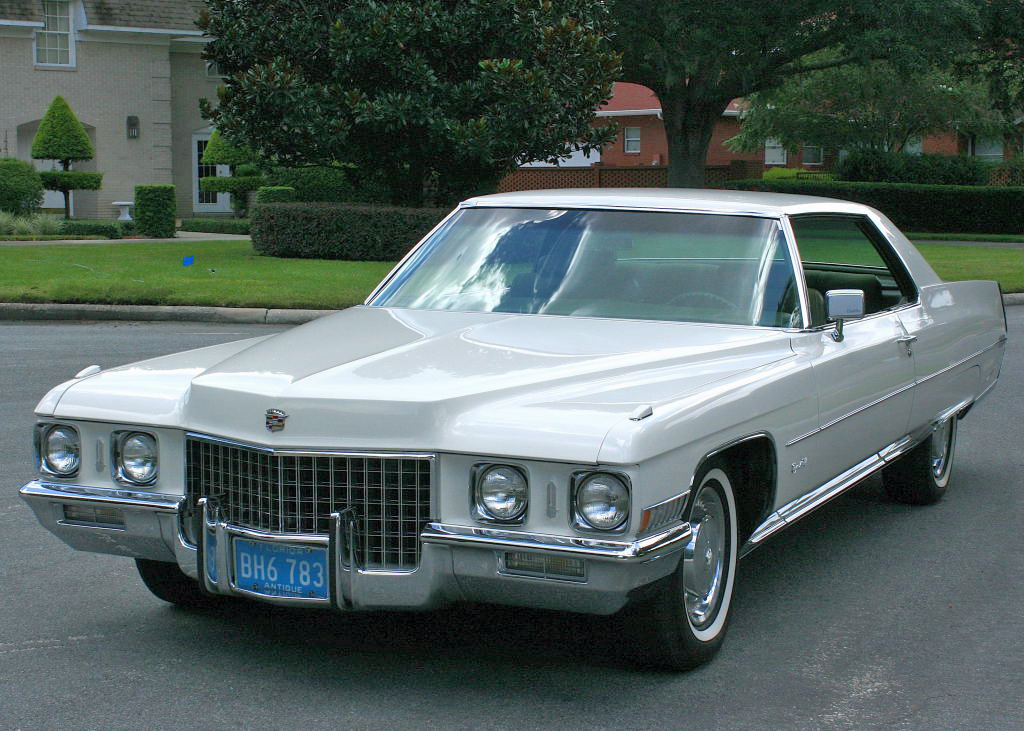
캐딜락 쿠페 드빌(1971년형) 정측면

1971년에 출시된 4세대는 5.7m가 넘는 길이를 자랑했다. 특히 1974년형과 1976년형 사이에 해당하는 후기형은 5.8m를 넘었다. 엔진은 V8 7.7L와 8.2L가 있었고 변속기는 이전에 쓰던 3단 터보 하이드라매틱을 그대로 썼다.

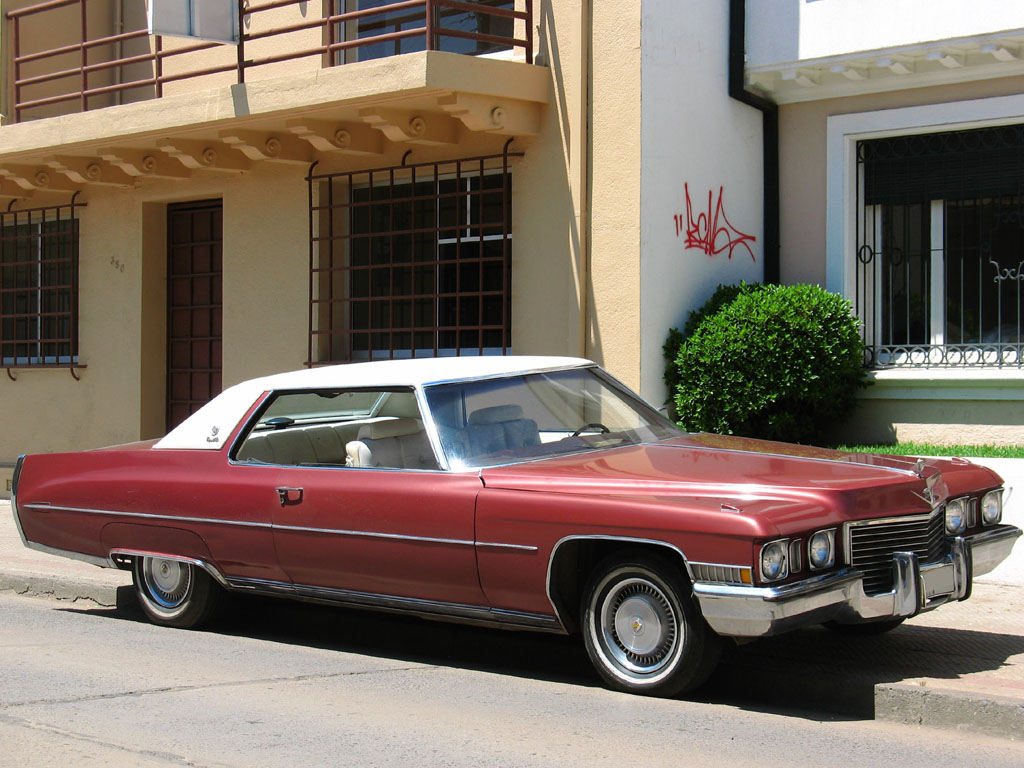
캐딜락 쿠페 드빌(1972년형) 정측면
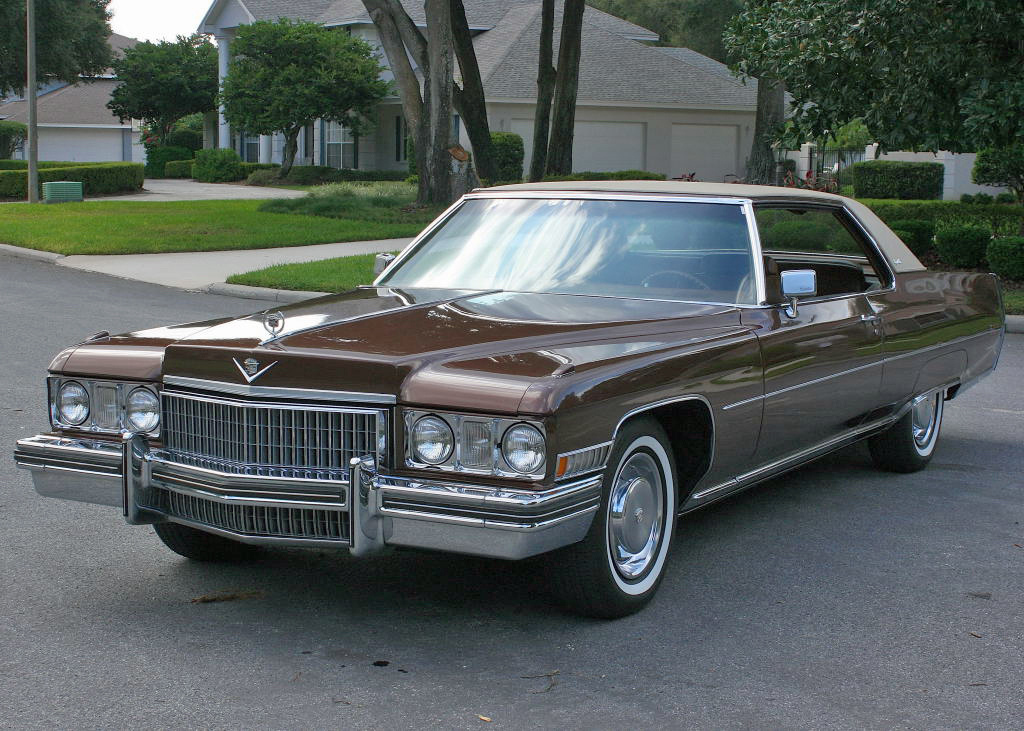
캐딜락 쿠페 드빌(1973년형) 정측면
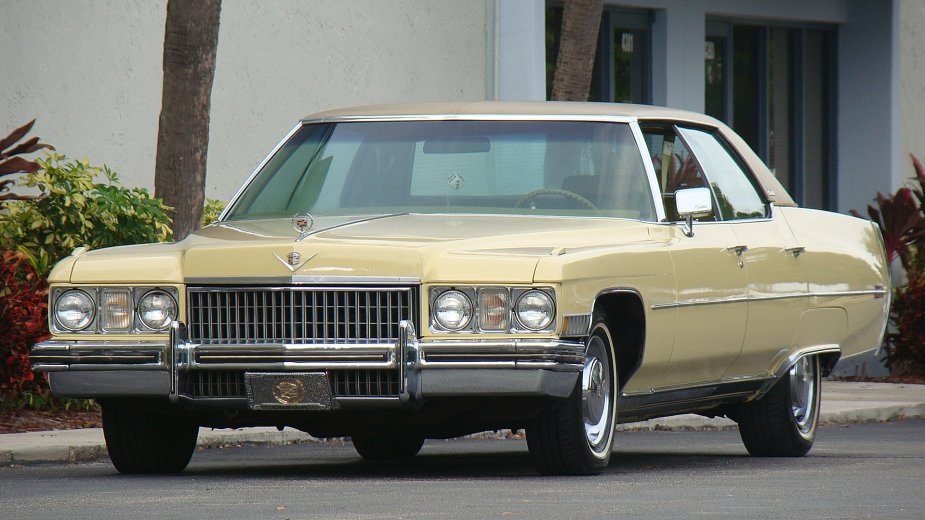
캐딜락 세단 드빌(1973년형) 정측면
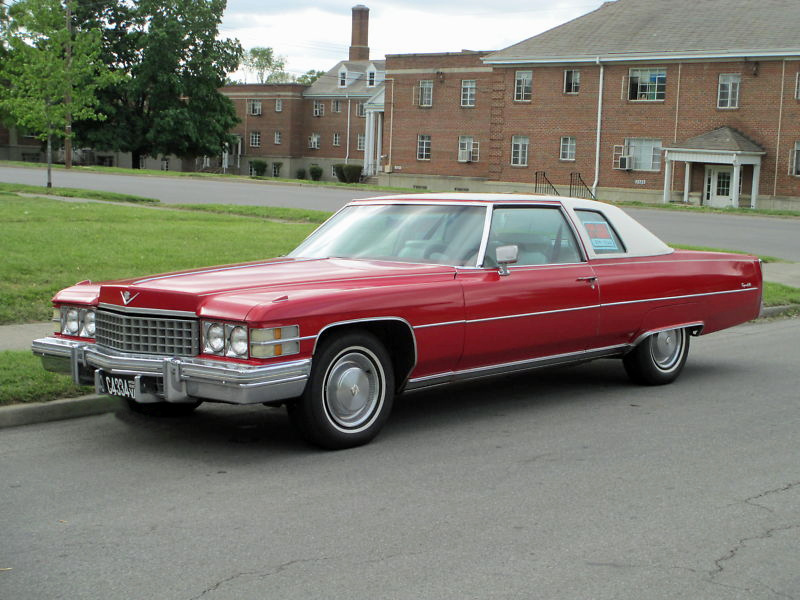
캐딜락 쿠페 드빌(1974년형) 정측면
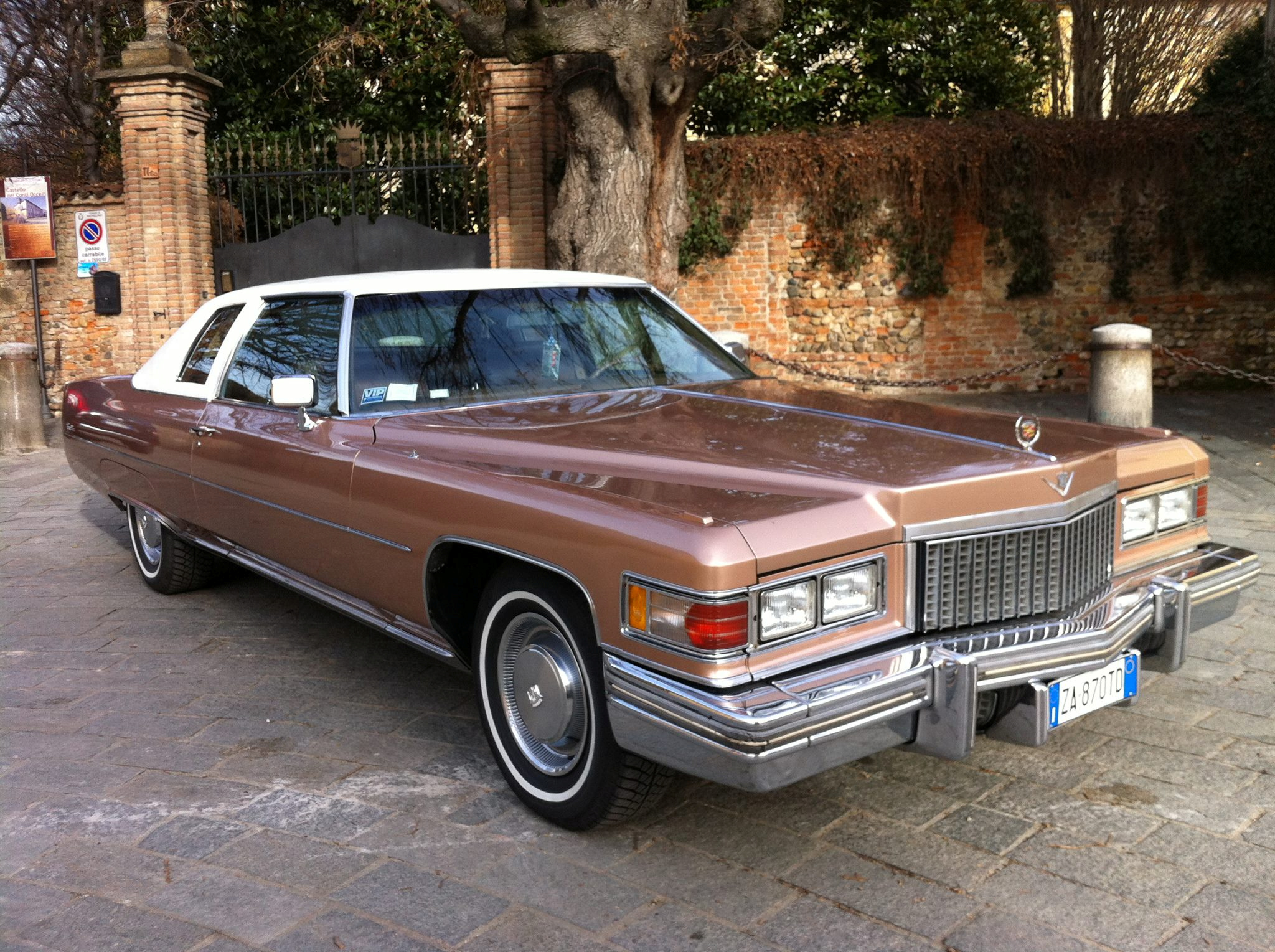
캐딜락 쿠페 드빌(1975년형) 정측면
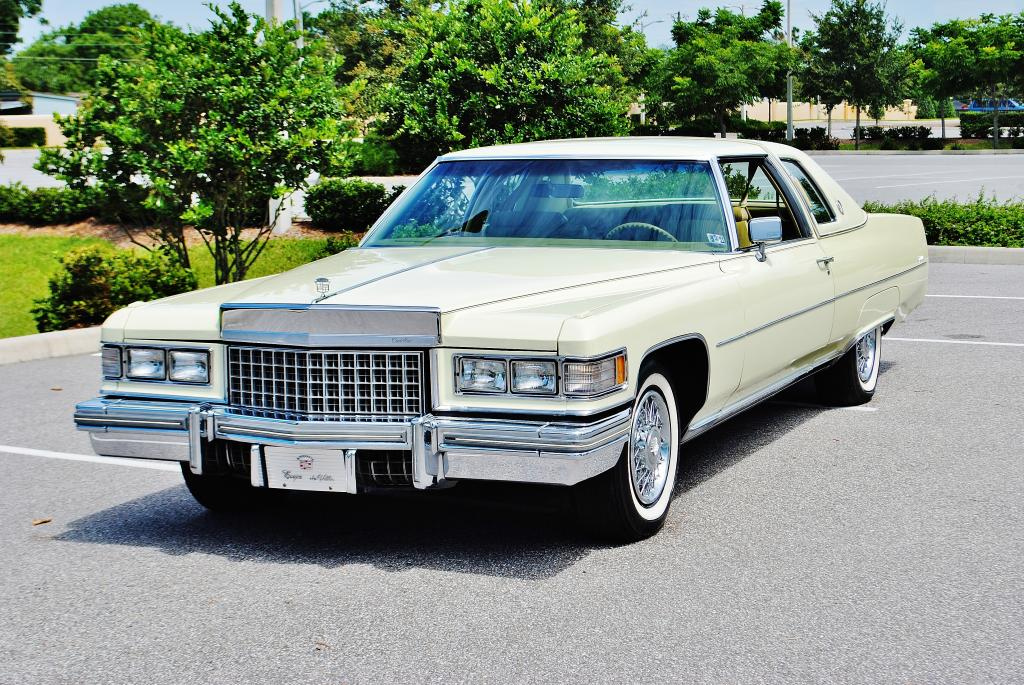
캐딜락 쿠페 드빌(1976년형) 정측면

## 5세대(1977~1984년)

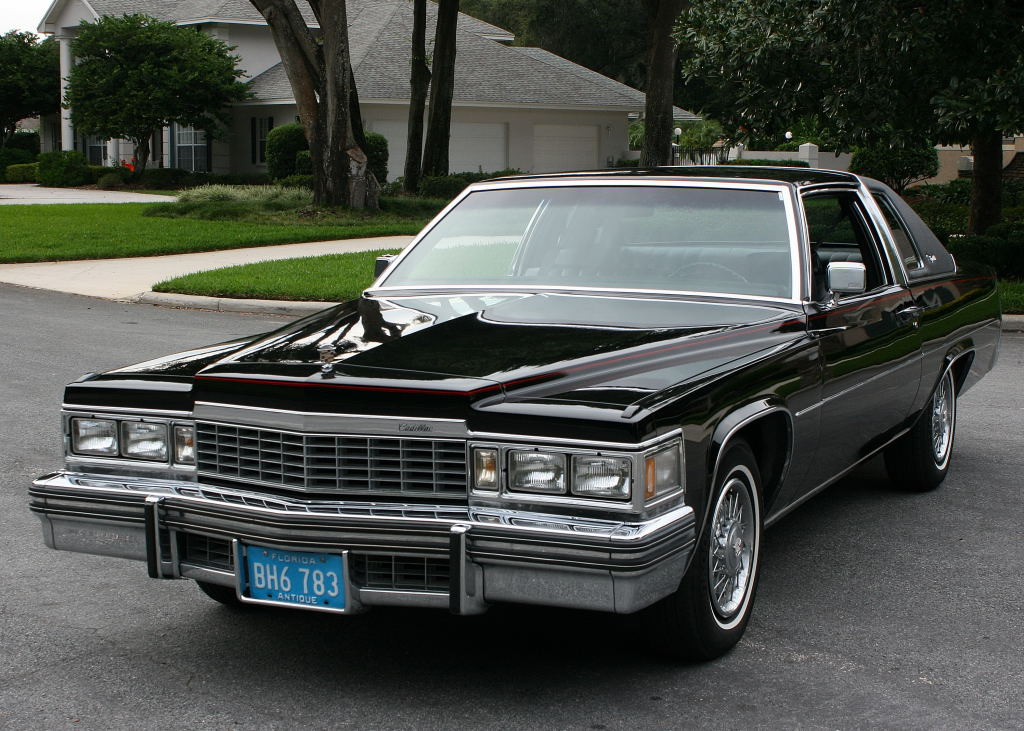
캐딜락 쿠페 드빌(전기형) 정측면

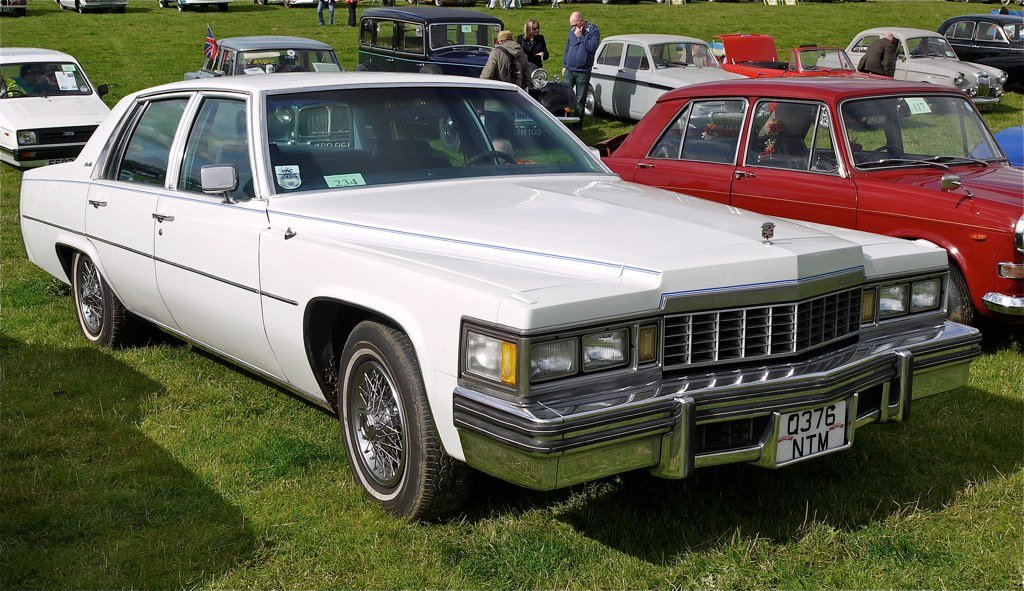
캐딜락 세단 드빌(1977년형) 정측면

1977년에 출시된 5세대는 석유 파동의 영향으로 인해 다운사이징 정책에 따라 휠베이스가 300mm 가까이 짧아졌고 전장도 100mm 넘게 짧아졌다. 차체 형식도 이전에 계속 쓰던 하드탑 디자인 대신 일반적인 세단과 쿠페 디자인을 적용했다. 엔진은 V8 7.0L가 적용되었고 변속기는 3단 TH-400, TH-350C, 4단 TH-200-4R 터보 하이드라매틱 자동 3종으로 늘어났다. 1980년에는 7.0L 대신 6.0L 엔진이 적용되었고 올즈모빌에서 개발한 V8 5.7L 디젤 엔진이 추가되었다. 1981년에는 뷰익의 V6 4.1L 엔진이, 1982년에는 캐딜락의 V8 4.1L 엔진이 적용되었다.

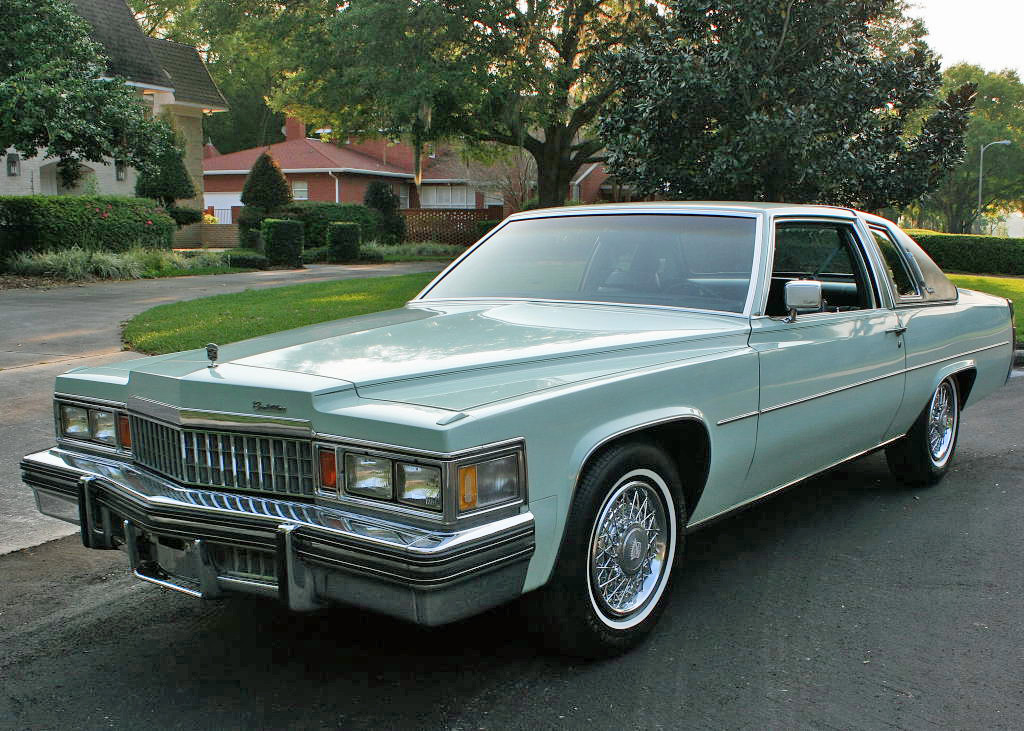
캐딜락 쿠페 드빌(중기형) 정측면
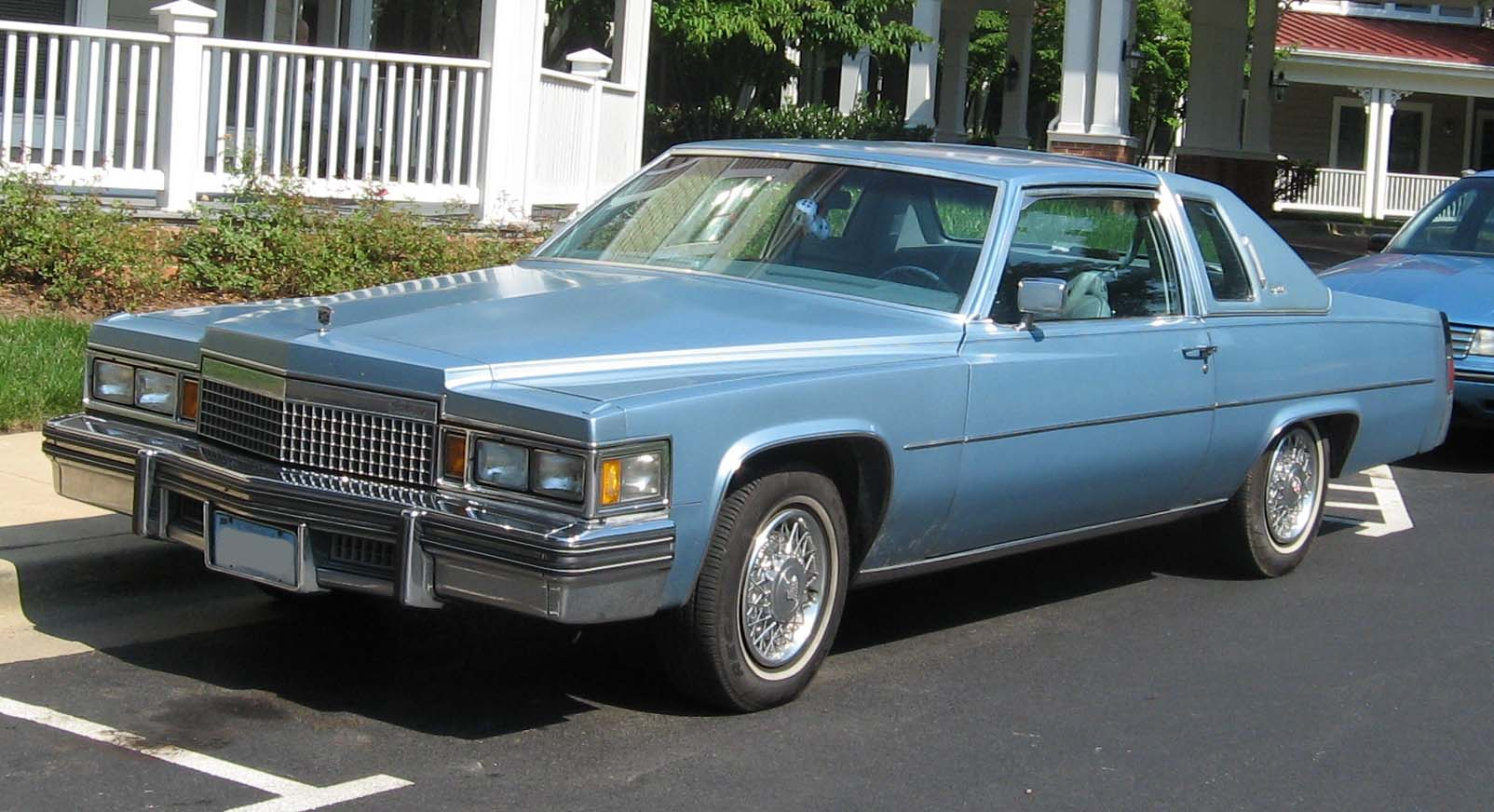
캐딜락 쿠페 드빌(1979년형) 정측면
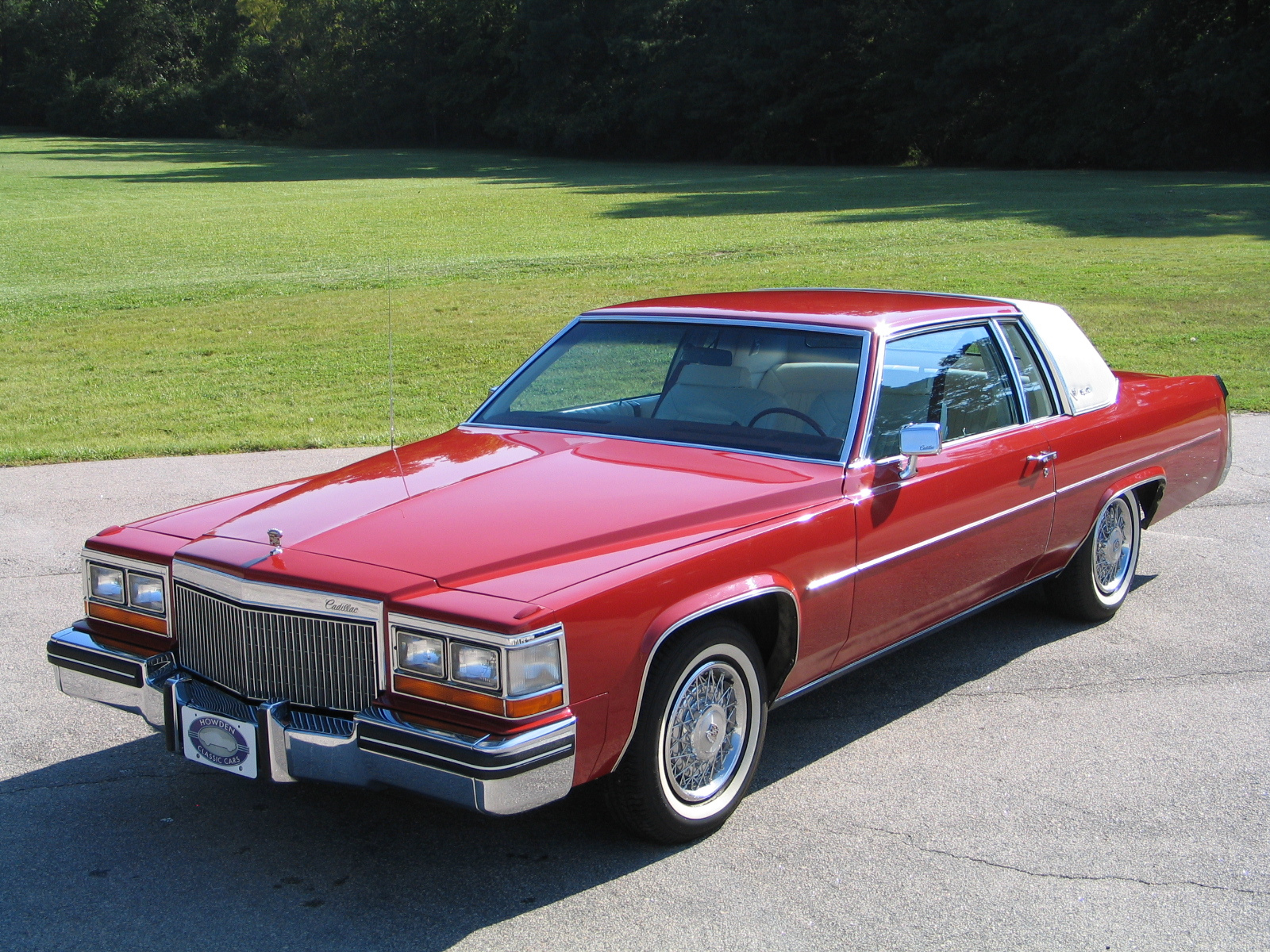
캐딜락 쿠페 드빌(1980년형) 정측면
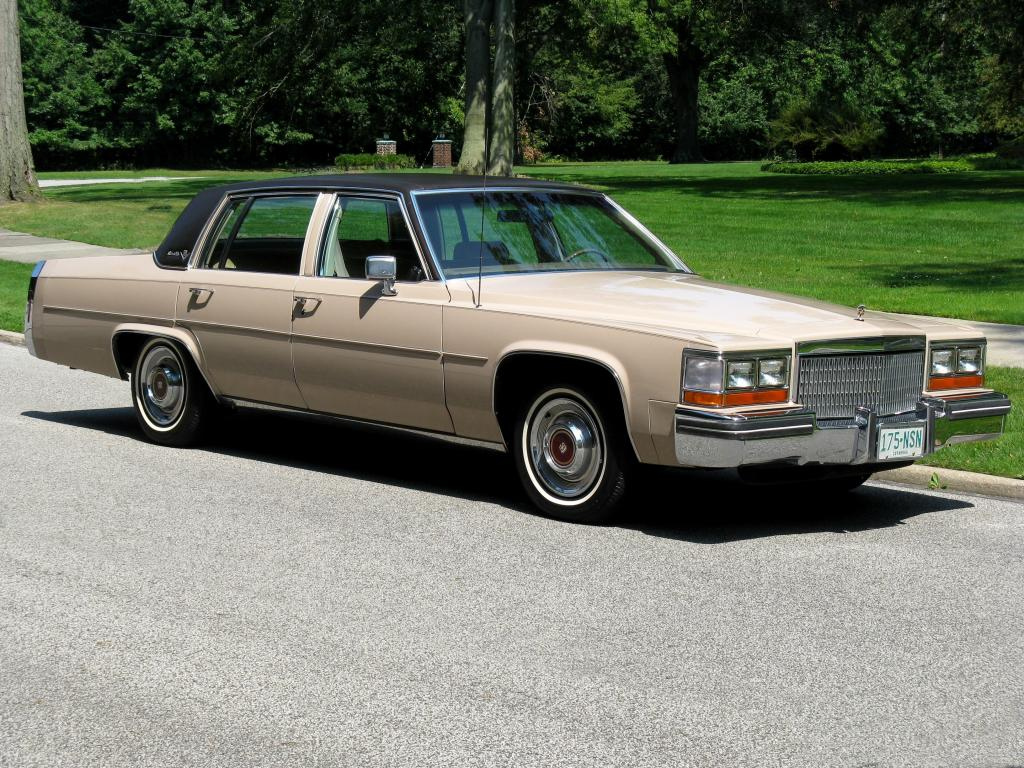
캐딜락 세단 드빌(1980년형) 정측면
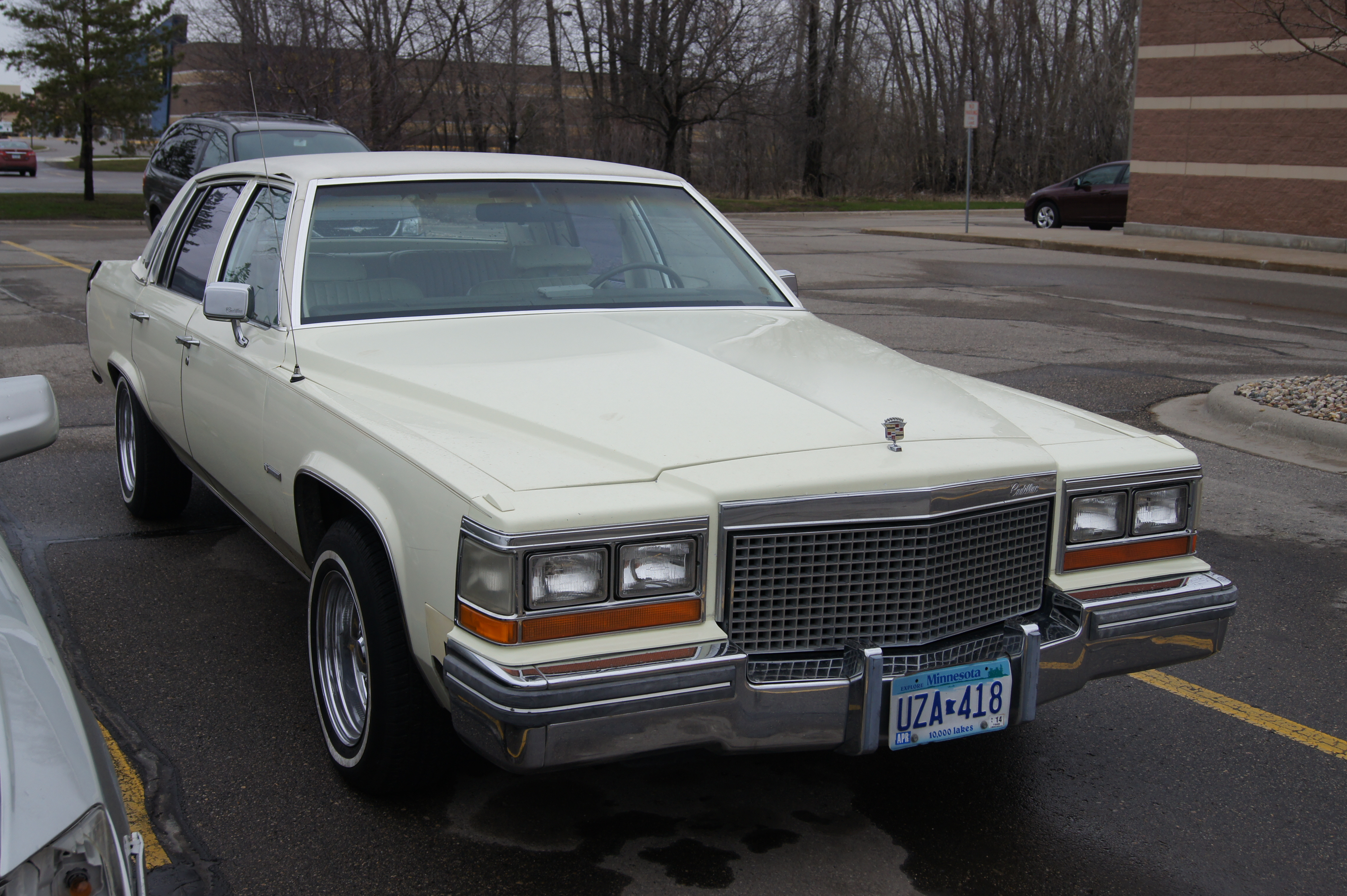
캐딜락 세단 드빌(1981년형) 정측면
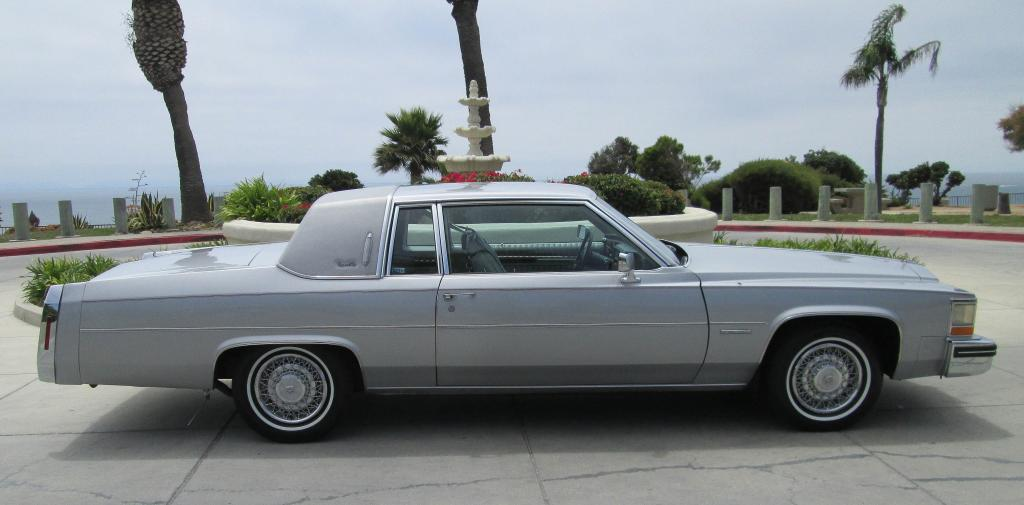
캐딜락 쿠페 드빌(1982년형) 측면
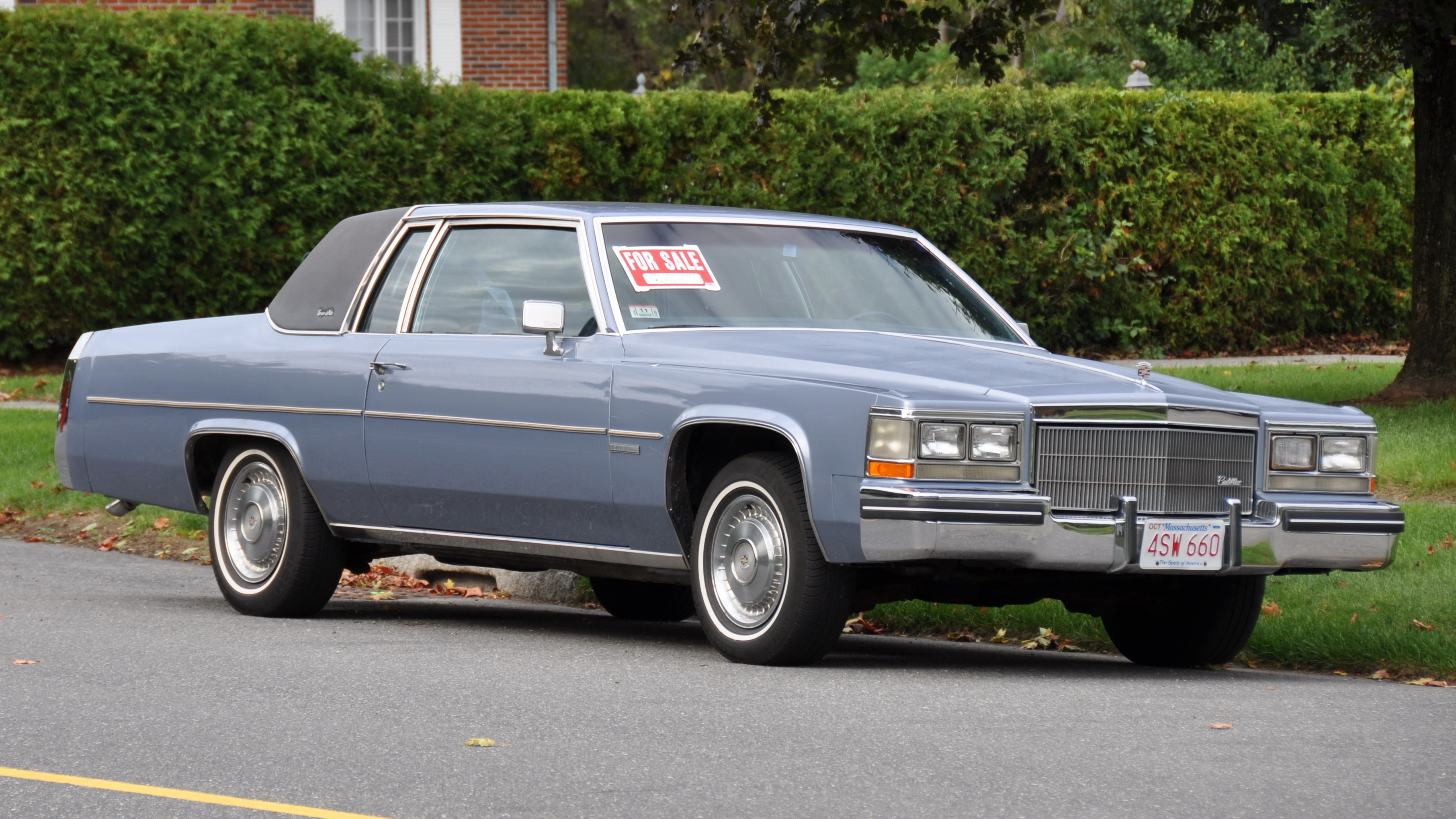
캐딜락 쿠페 드빌(1983년형) 정측면
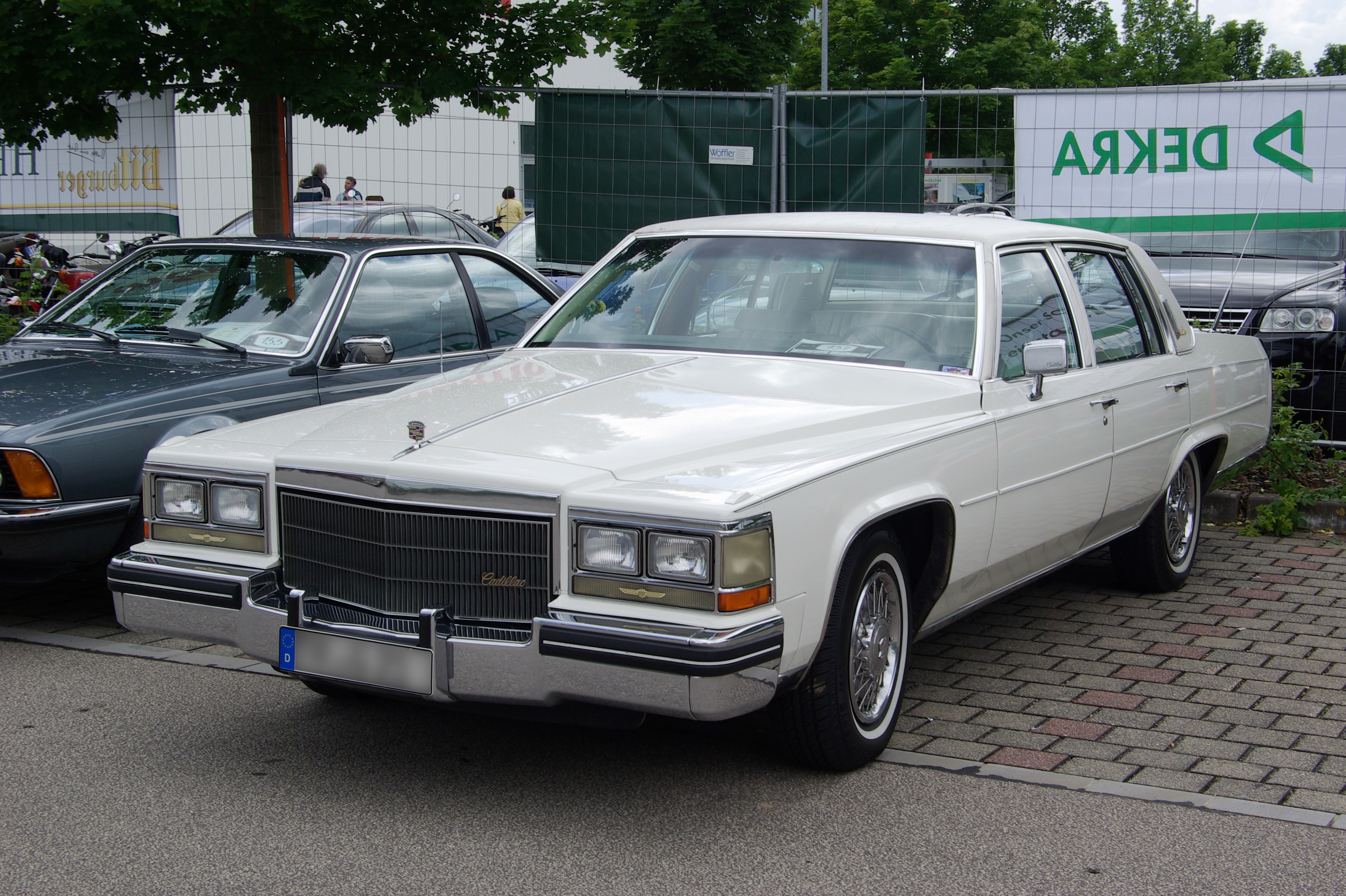
캐딜락 드빌(후기형) 정측면

## 6세대(1985~1993년)

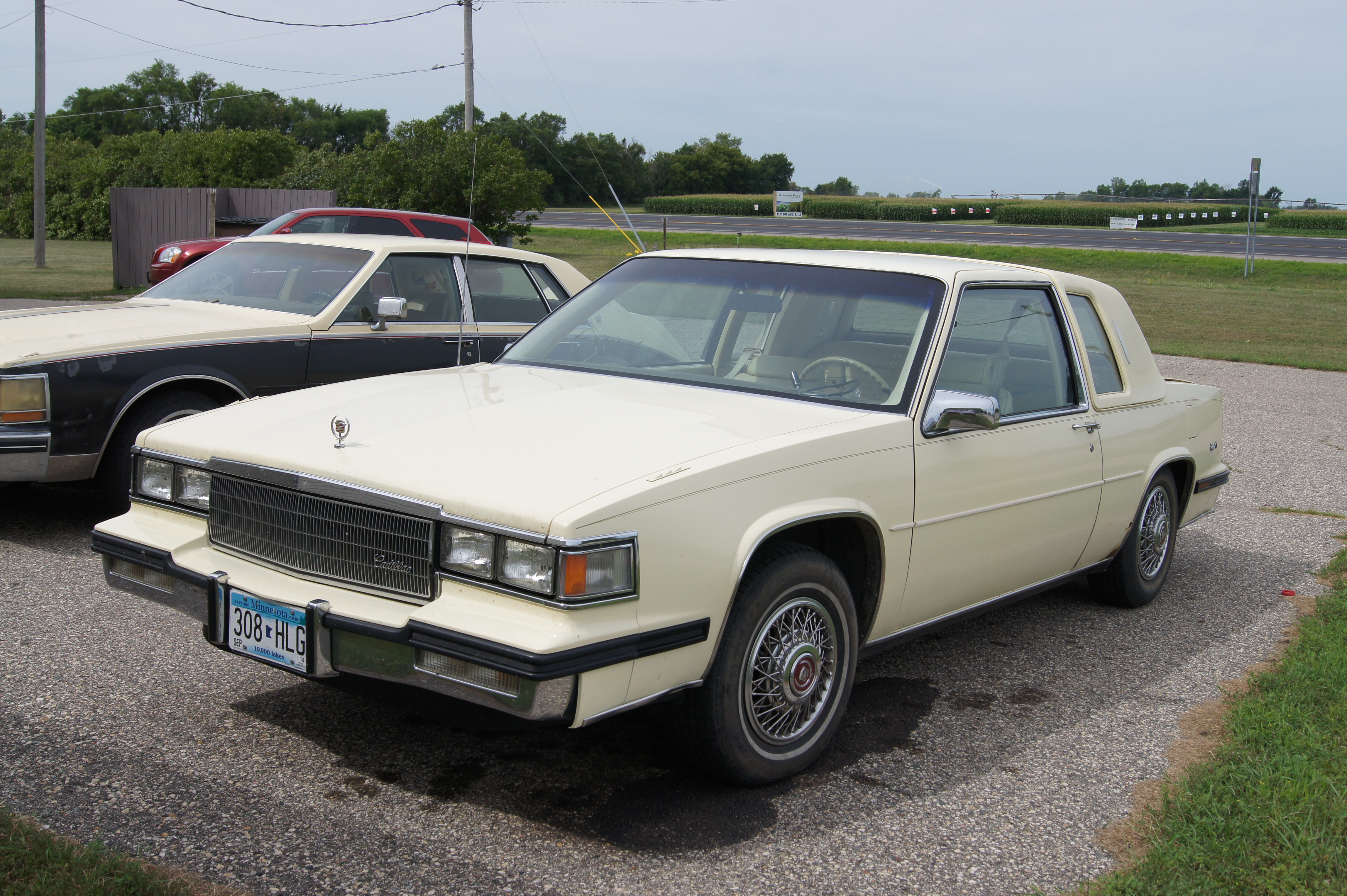
캐딜락 쿠페 드빌(1985년형) 정측면

1985년에 출시된 6세대는 프론트 엔진 전륜구동 기반의 C-플랫폼을 적용했다. 차체는 더 작아져서 길이가 4,950mm에 불과했다. 엔진은 V8 4.1, 4.5, 4.9L 엔진과 올즈모빌제 V6 4.3L 디젤 엔진이 있었고 변속기는 4단 터보 하이드라매틱이 적용되었다.

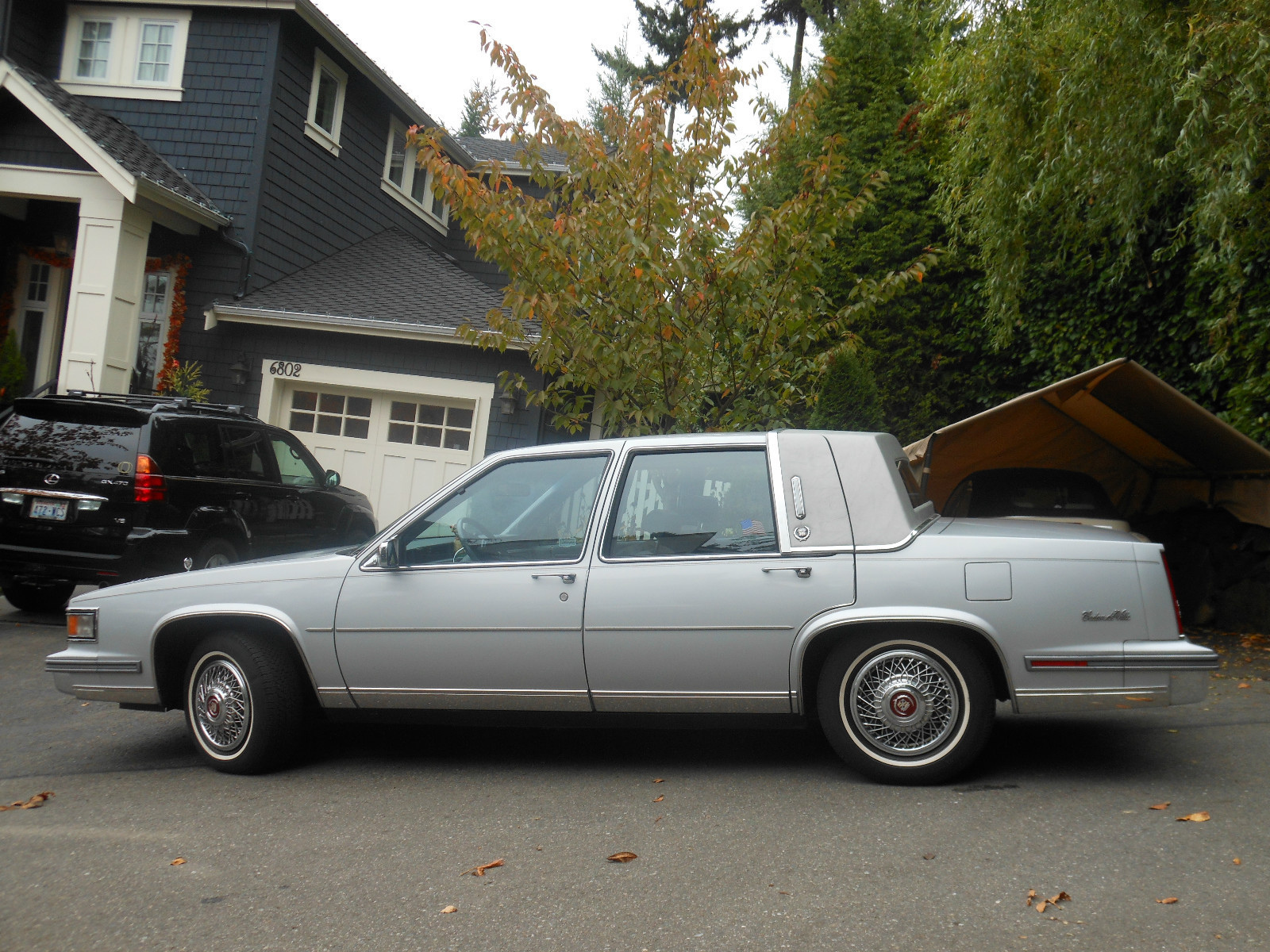
캐딜락 세단 드빌(1986년형) 정측면
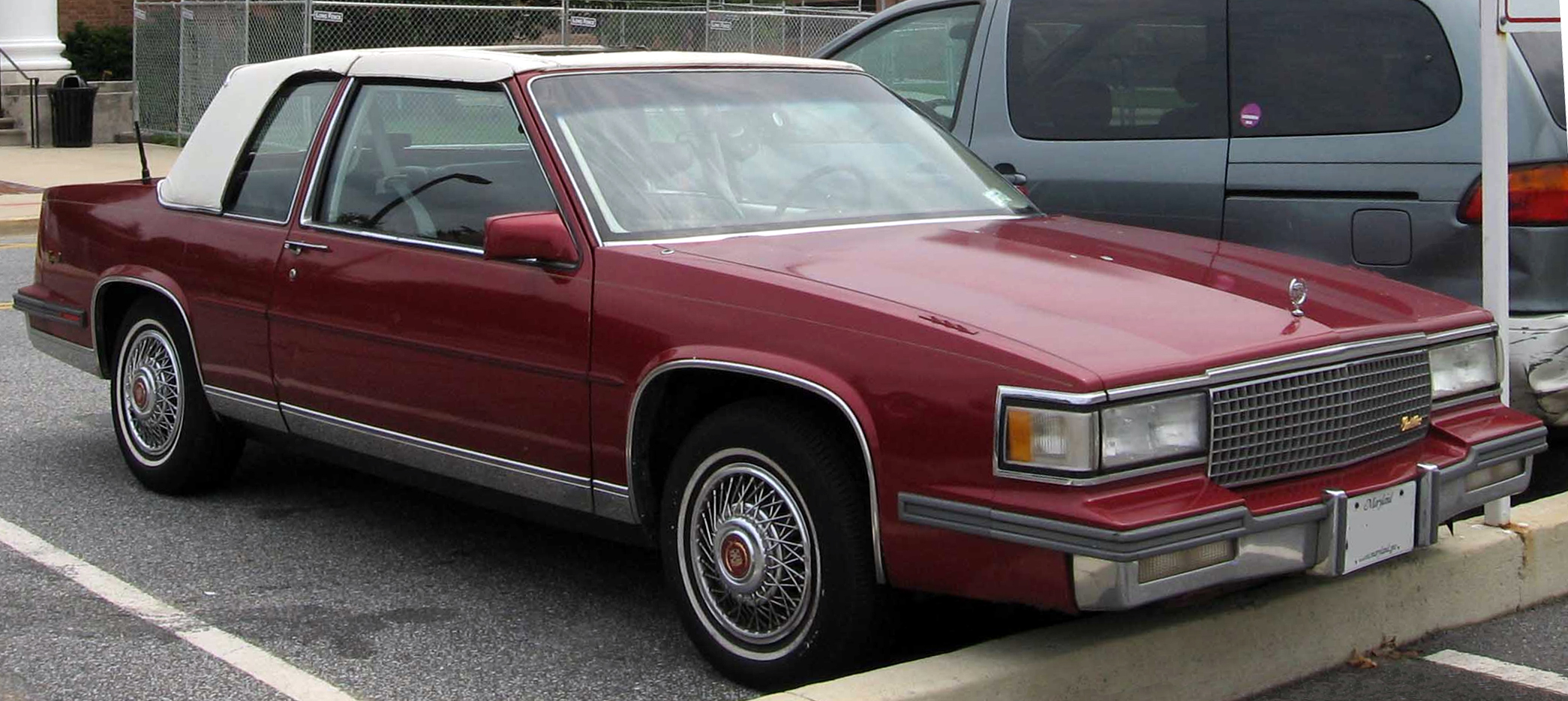
캐딜락 쿠페 드빌(1987년형) 정측면
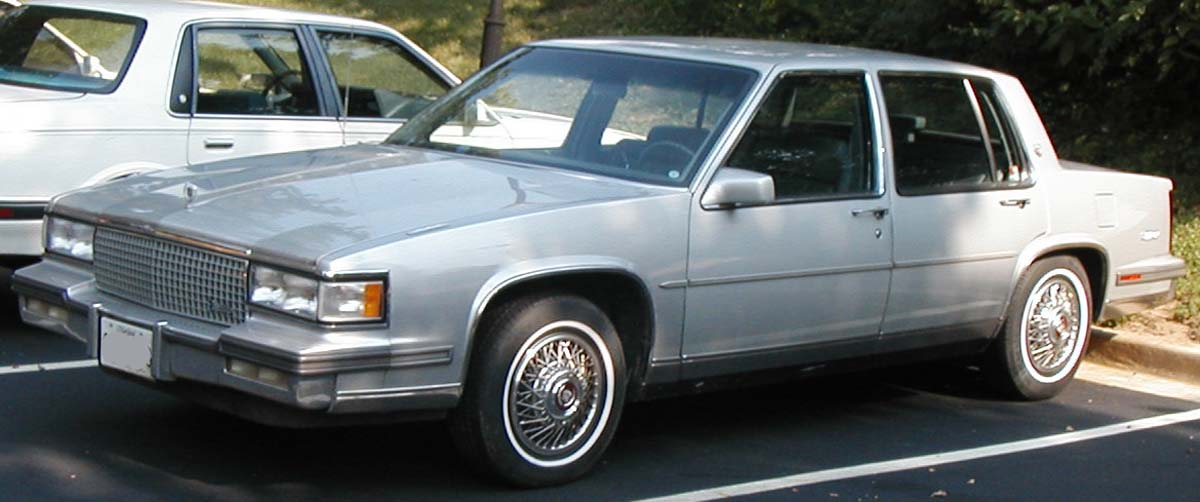
캐딜락 세단 드빌(1988년형) 정측면
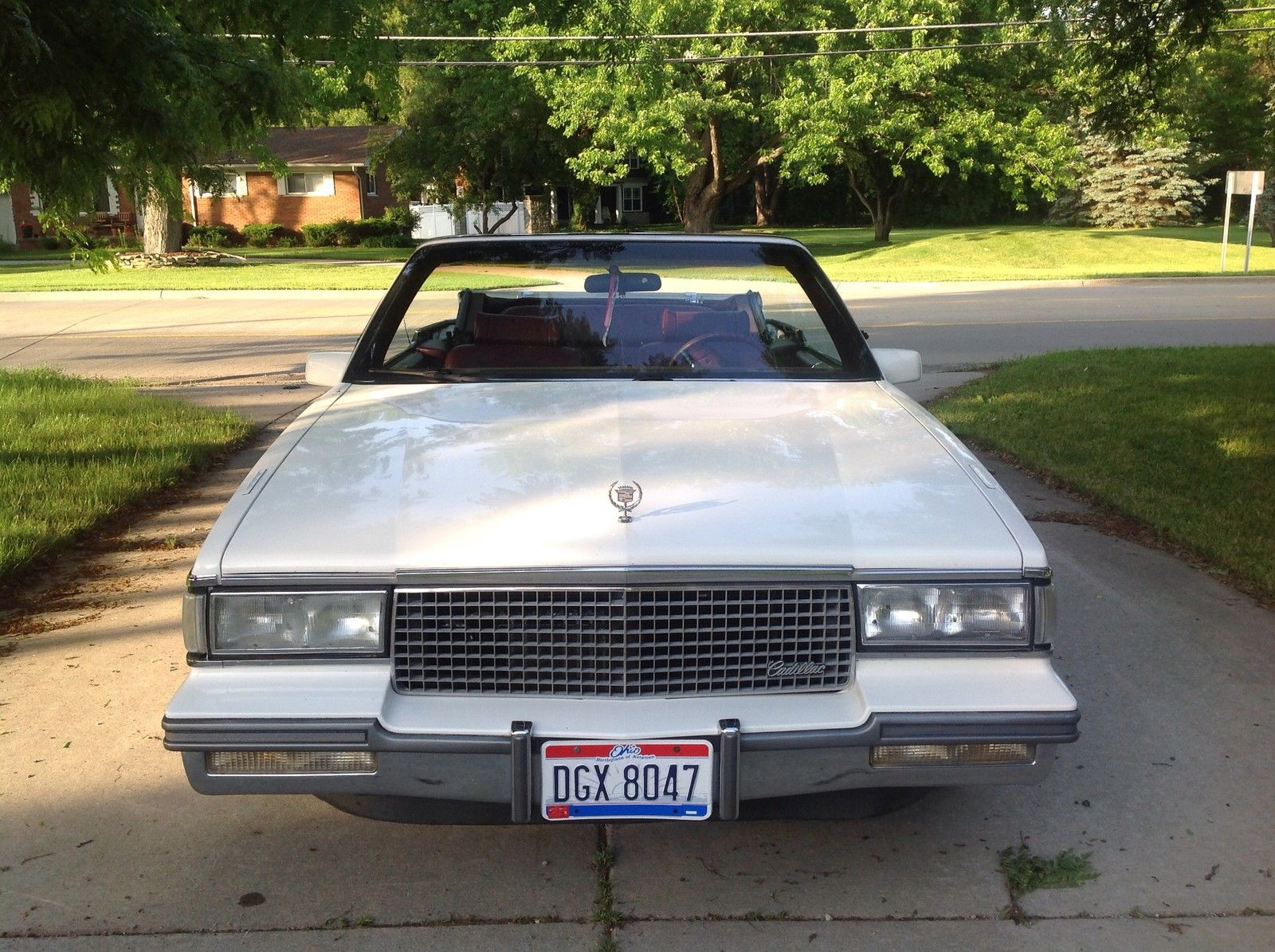
캐딜락 드빌 컨버터블(1988년형) 정면
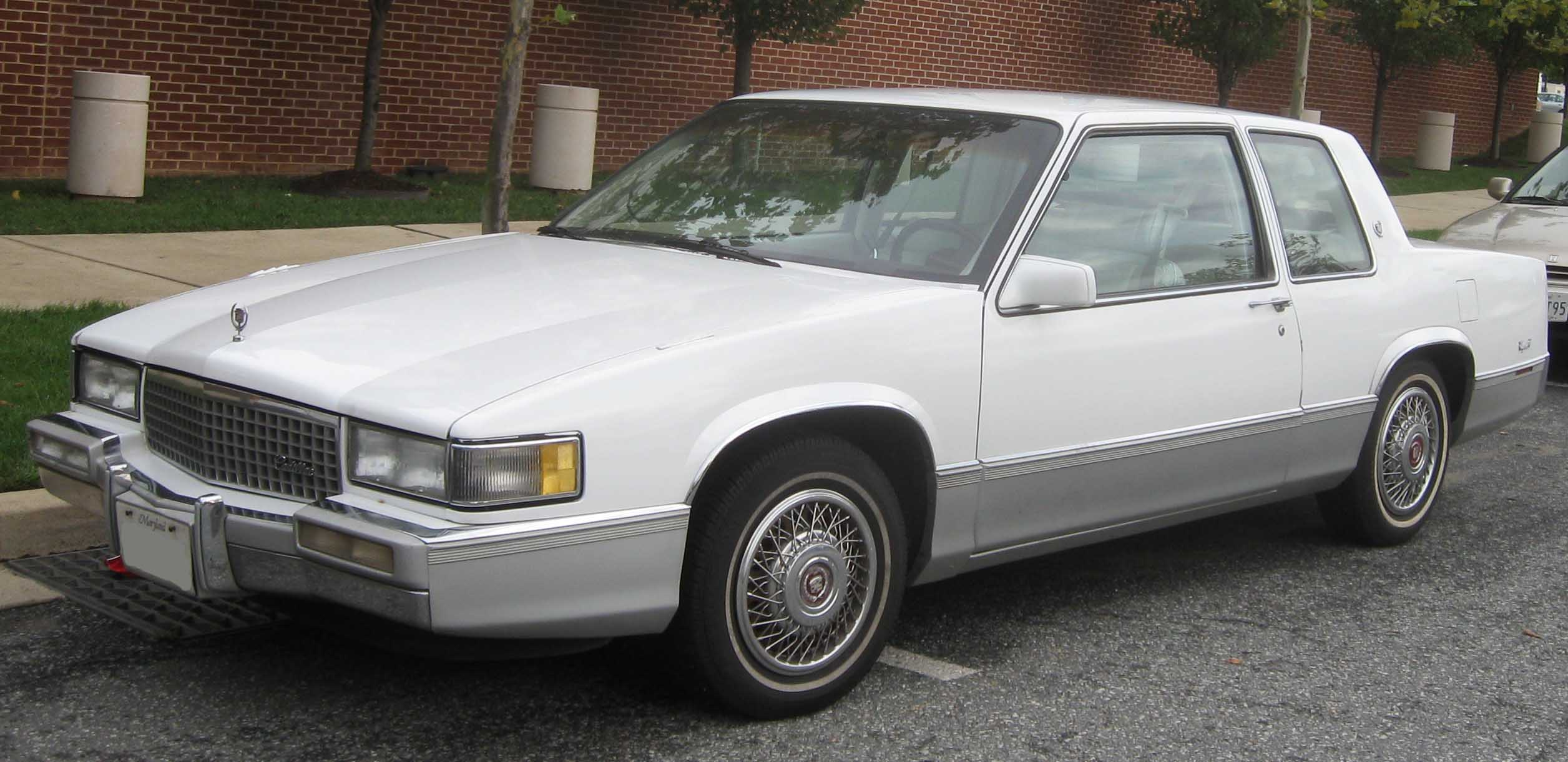
캐딜락 쿠페 드빌(1989년형) 정측면
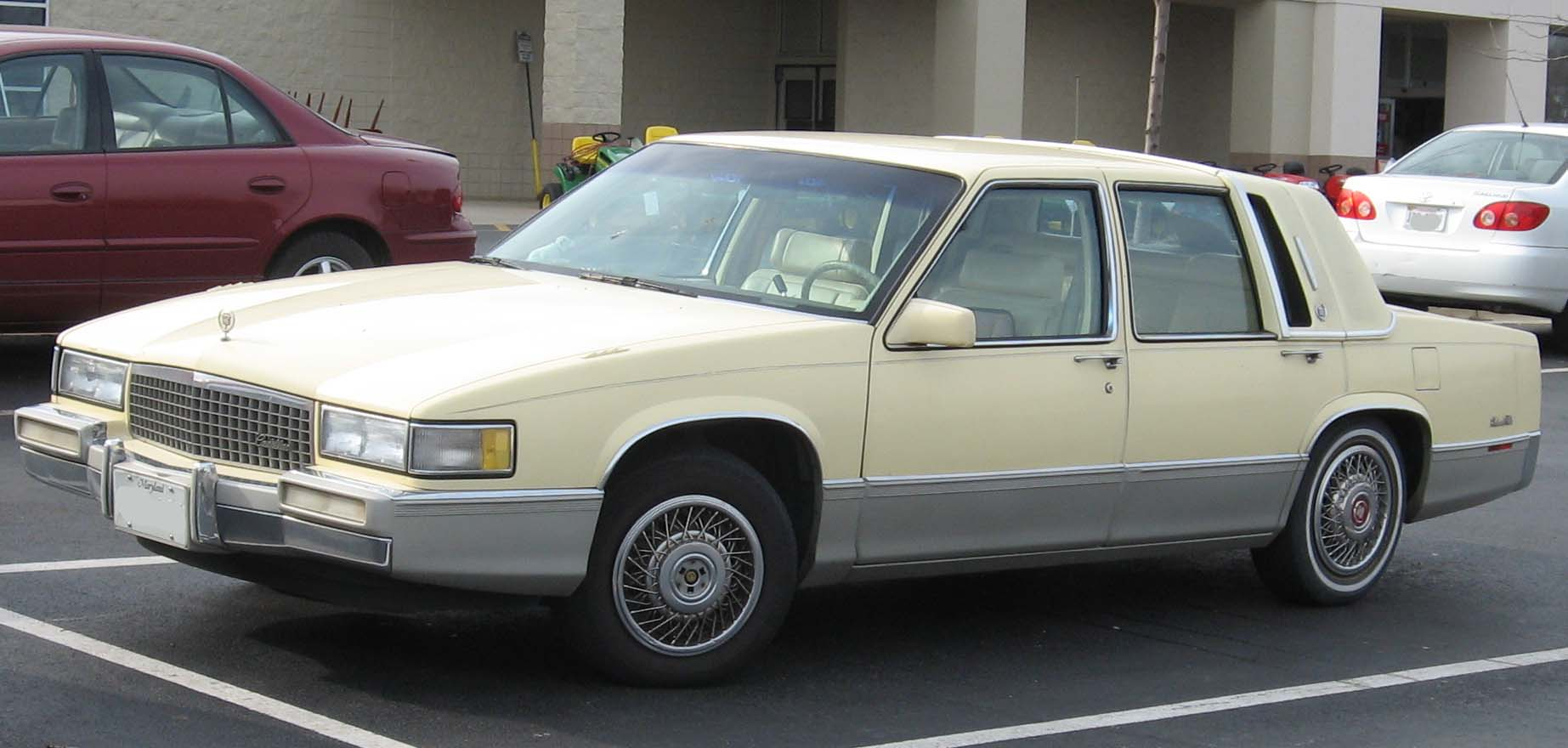
캐딜락 세단 드빌(1989년형) 정측면
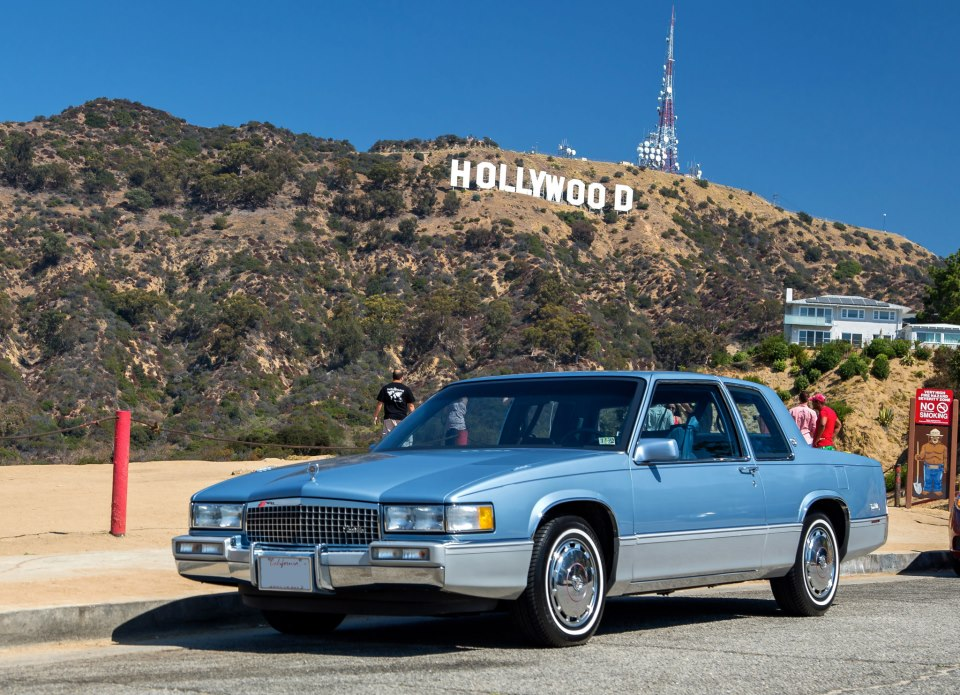
캐딜락 쿠페 드빌(1990년형) 정측면
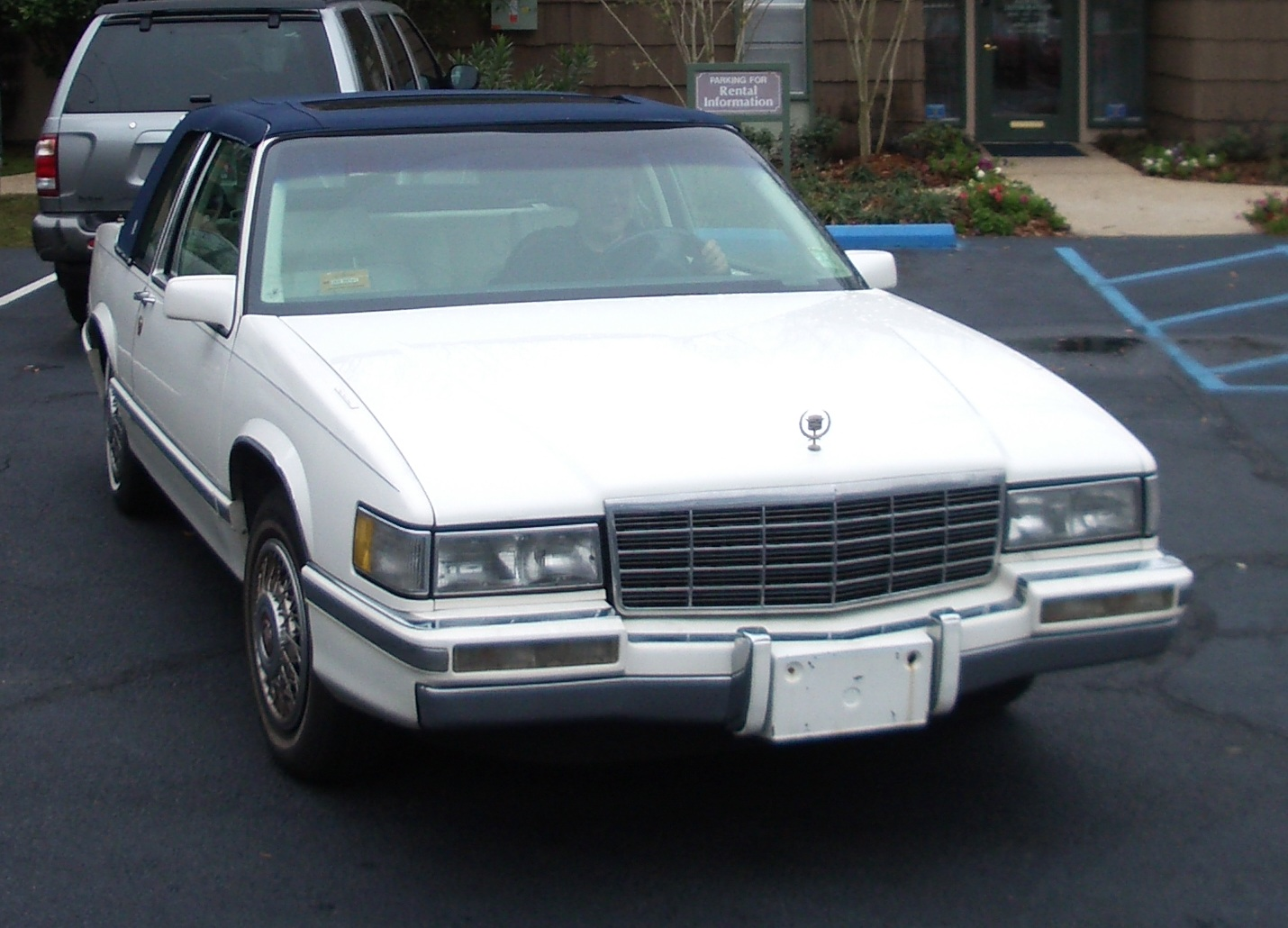
캐딜락 쿠페 드빌(1991년형) 정측면
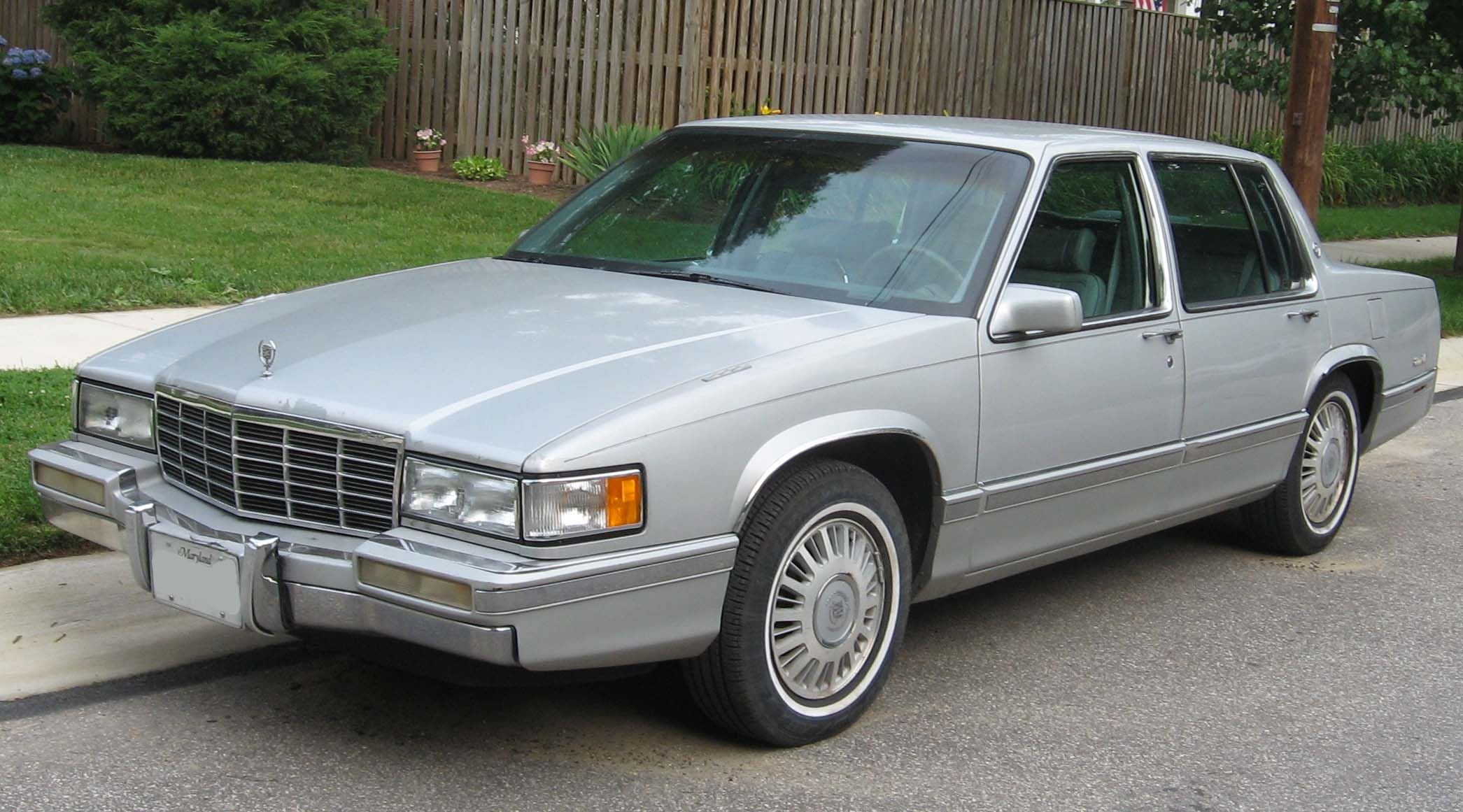
캐딜락 세단 드빌(1991년형) 정측면
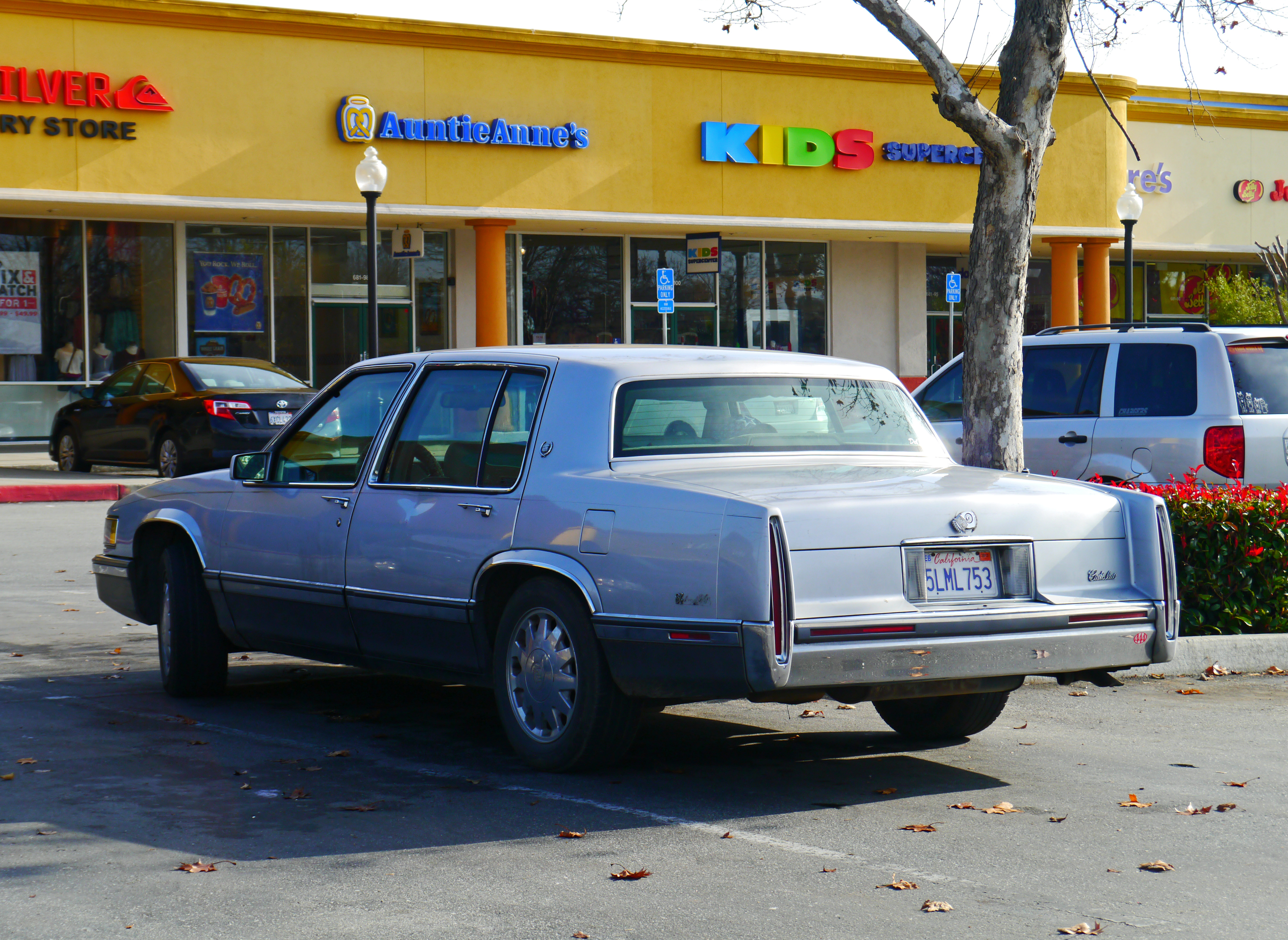
캐딜락 세단 드빌(1992년형) 후측면
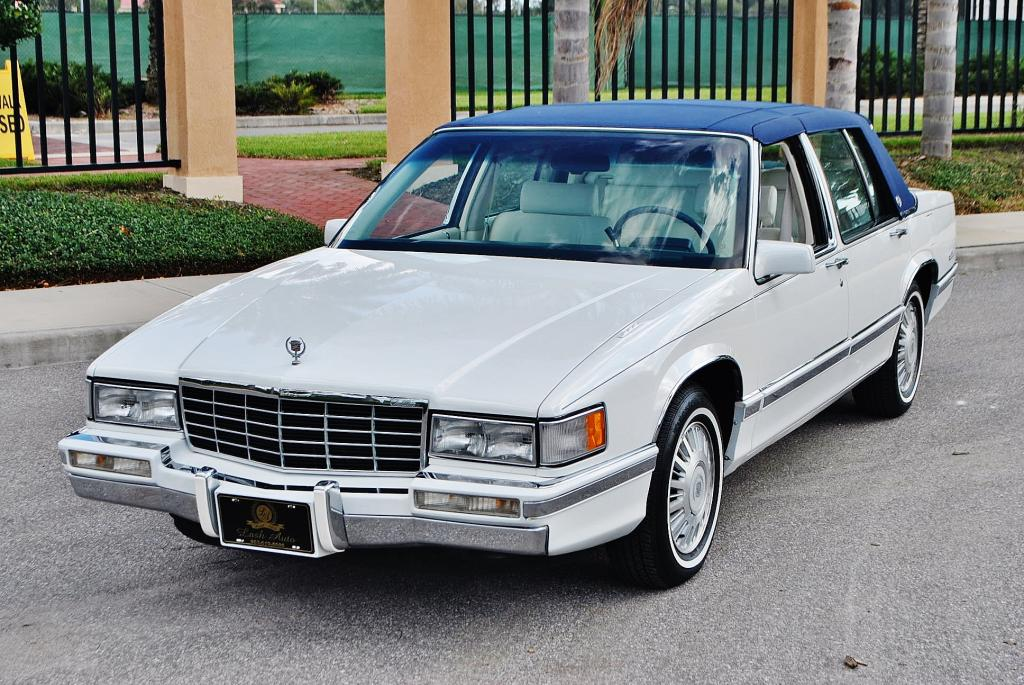
캐딜락 세단 드빌(1993년형) 정측면

## 7세대(1994~1999년)

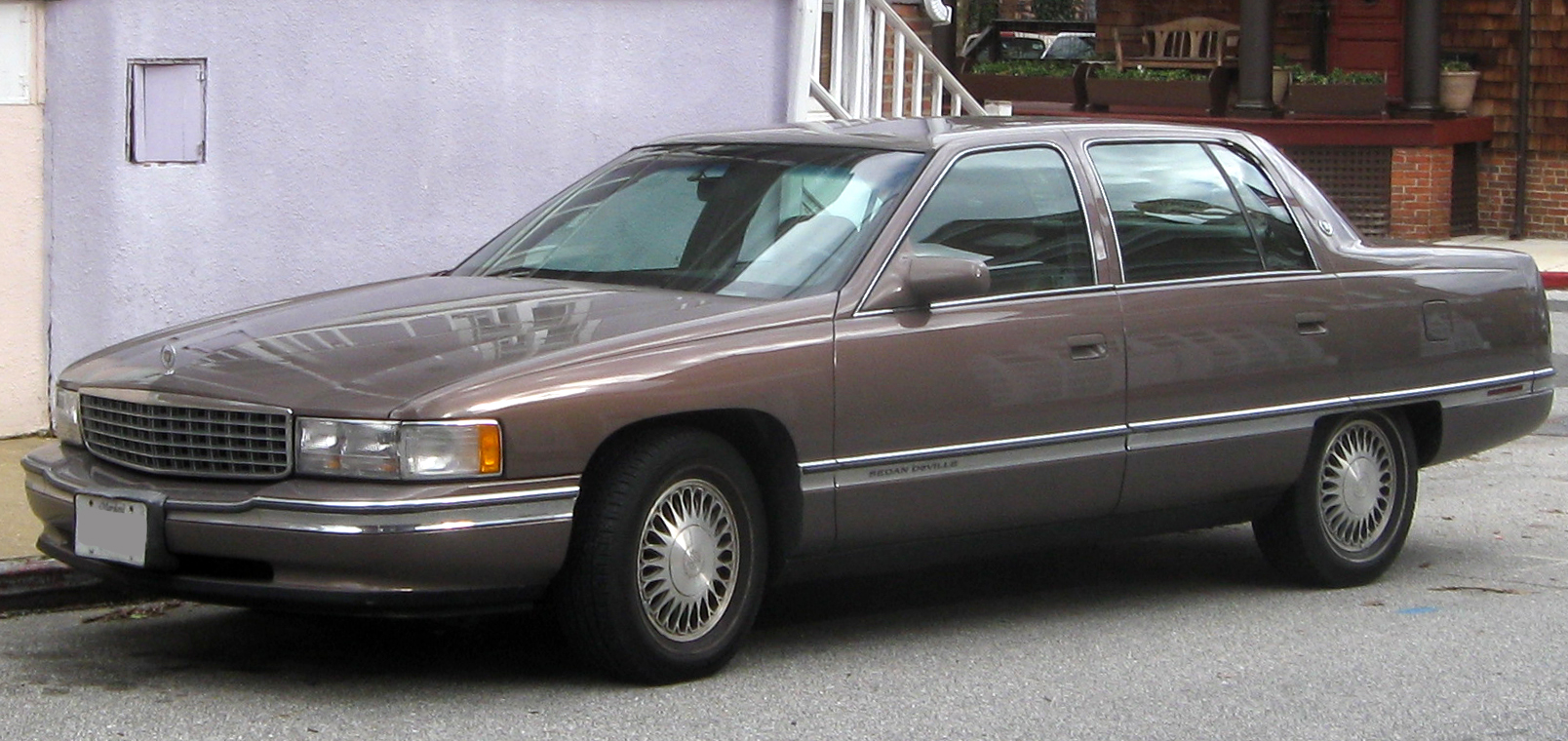
캐딜락 드빌(전기형) 정측면

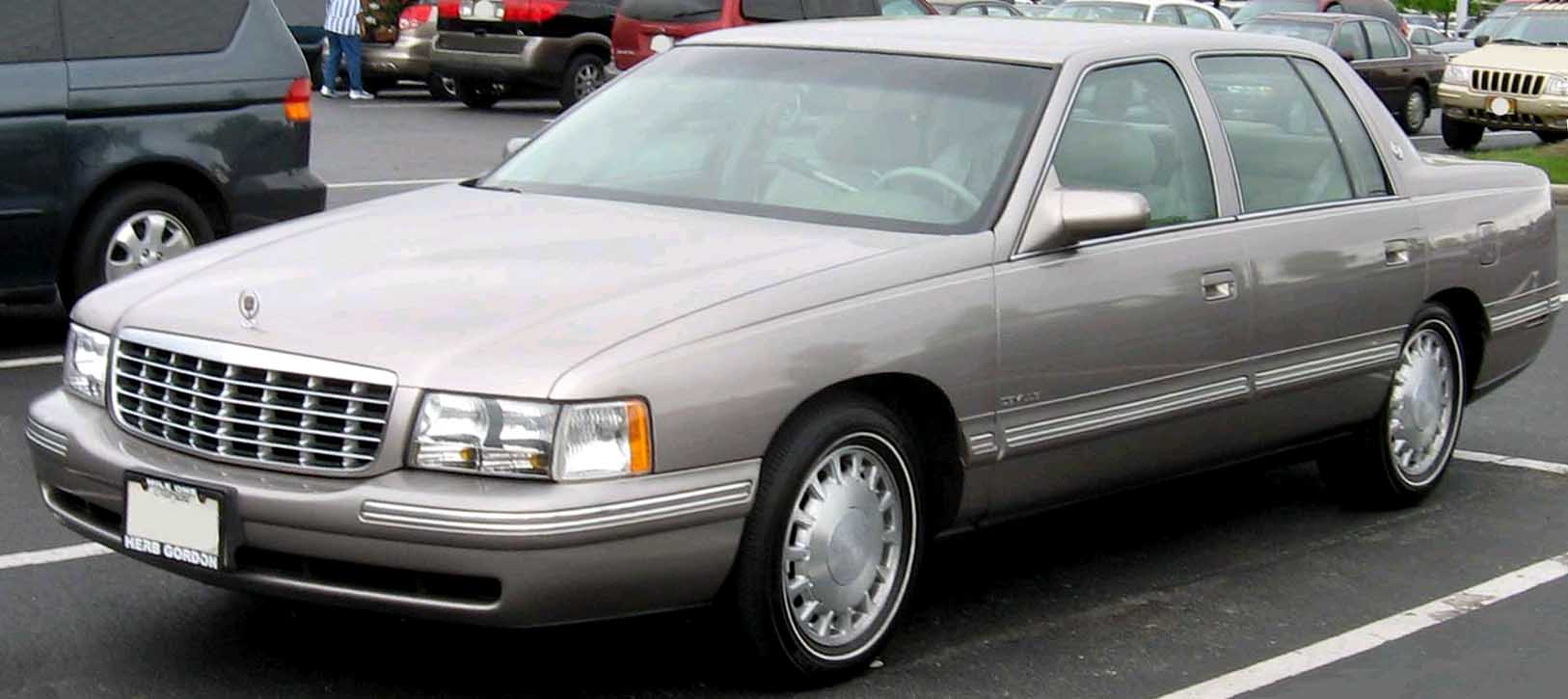
캐딜락 드빌(후기형) 정측면

1994년에 출시된 7세대는 하급 차종인 스빌의 전륜구동 K-플랫폼을 적용했다. 또한 드빌 최초기형부터 있었던 2도어 쿠페가 사라져 4도어 세단만 남았다. 세부 모델은 베이스 모델과 상위 트림인 콩쿠르가 있었다. 엔진은 V8 4.9L L26을 1994년형과 1995년형 베이스 모델에 적용되었고, 콩쿠르 및 1996년형 이후의 베이스 모델에는 4.6L 노스스타 엔진이 적용되었다. 변속기는 4단 4T60, 4T80 자동이 있었다. 1997년에 페이스 리프트를 거쳤다.

## 8세대(2000~2005년)

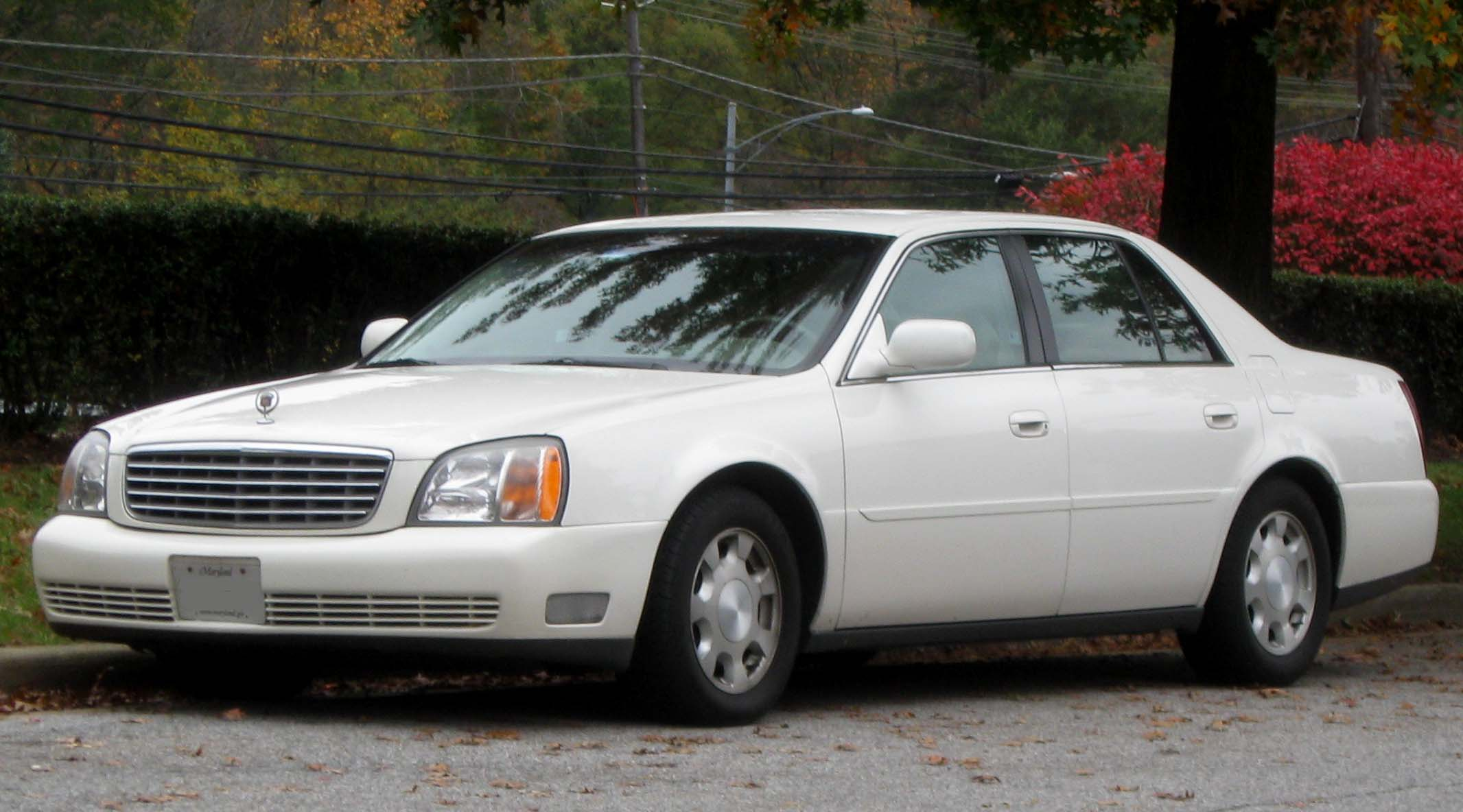
캐딜락 드빌 정측면

2000년에 출시된 8세대는 전륜구동 G-플랫폼이 적용되었다. V8 4.6L 노스스타 엔진과 4T80형 4단 자동변속기가 조합되었다. 상위 트림으로 DHS(DeVille High Luxury Sedan의 약자)가 있었다. 2005년 7월에 출시된 후속 차종은 CTS로 시작한 캐딜락의 새로운 작명 체계를 도입하면서 DTS라는 새로운 차명으로 선보여 드빌은 단종되었다.